# TESS
TESSは、NASAのエクスプローラー計画で打ち上げられた宇宙望遠鏡。ケプラー宇宙望遠鏡の400倍の面積をトランジット法を用いて観測することで太陽系外惑星を探索することをミッションとする。名称は、英語の Transiting Exoplanet Survey Satellite のアクロニム。2018年4月18日、ファルコン9ロケットで打ち上げられ、公転周期が13.7日の地球周回軌道へ投入された。ファーストライトは2018年8月7日に実施、同年9月17日に公表された。
TESSは、2年間の主ミッションの過程で、目標とされた恒星の周囲を公転してトランジットを起こす太陽系外惑星を約1250個検出する見込みであった。また、さらに最終的には観測領域内にある他の恒星の周囲を公転してトランジットを起こす太陽系外惑星を13,000個検出する見込みである。2025年1月29日までの時点で、TESSは7372個の太陽系外惑星候補を発見し、そのうち604個がこれまでに確認されている 。1年目の運用を終えた2019年7月18日、南側の観測が完了し、北側の観測が開始された。2020年7月4日に北側の観測が終了して主ミッションは終了したが、その後最初の延長ミッションに移行して引き続き観測を行った。最初の延長ミッションは2022年9月に終了し、TESSはさらに3年間続く2回目の延長ミッションに入り観測中である。
2年間にわたるTESSの主ミッションの目的は、太陽系外惑星を発見するために、地球の近くに存在する明るい恒星を観測することである。TESSは、広視野カメラを使用して全天の85%に及ぶ観測を行う。TESSによって、ハビタブルゾーンに存在する岩石惑星を含む、小さな惑星の質量、大きさ、密度、軌道を調査することが可能である。TESSは、2021年打ち上げのジェイムズ・ウェッブ宇宙望遠鏡のみならず、将来の他の地上あるいは宇宙からの大型望遠鏡による更なる特性評価の対象となる天体も調査する。地上に設置された望遠鏡を使用した以前の観測では主に巨大な太陽系外惑星が発見され、ケプラー宇宙望遠鏡は主に遠くに存在する恒星の周囲を公転する惑星を発見したが、TESSは地球から近い恒星の周囲を公転する小さな惑星を多く発見する。TESSは、トランジットを起こす惑星を持つ近くて明るい主系列星を観測する。これは、詳細な調査を行う対象としては最も好ましいものである。
TESSの地球周回軌道は軌道離心率の高い楕円軌道であり、遠地点はほぼ月と同じ距離で近地点は108,000kmである。TESSは、月が地球の周囲を1周する間に、地球の周囲を2周する。これは、月と2:1の軌道共鳴となっており、軌道は最低10年間は安定すると予想されている。
Googleからのシードマネーを受けてマサチューセッツ工科大学が運用しており、2013年4月5日にNeutron Star Interior Composition Explorer（NICER）と共にNASAによって打ち上げに選ばれたことが発表された。

## 背景
1990年代初頭以来、地上から、とりわけ宇宙からの観測施設では、一般に太陽以外の恒星の周囲を公転する太陽系外惑星の存在を間接的に検出することを可能にしてきた。

### トランジット法

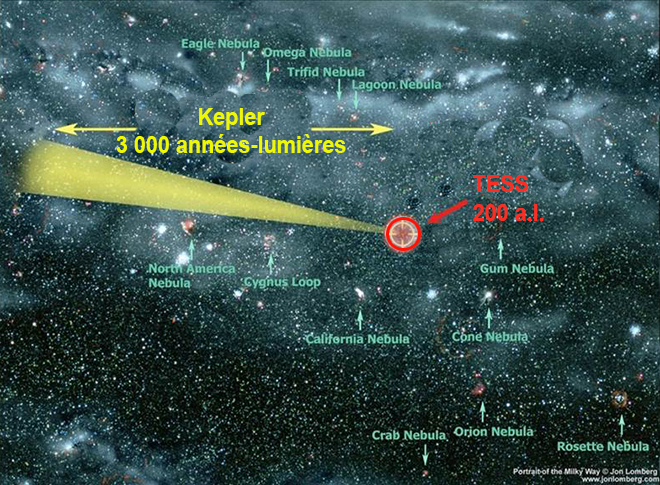
ケプラー（黄色）によって観測された領域と比較した、TESS（赤色）によって観測された領域。TESSは、天空全体にわたって非常に近くにある明るい恒星を観測する。一方、ケプラーは、ごく一部の領域にある恒星を観測するが、遠方の惑星を検出できる感度を備えている。

太陽系外惑星を発見するために使用される主な方法は、惑星の通過信号（トランジット）を検出する方法である。惑星が主星の前を横切るときの主星の減光を測定することによって、惑星が検出され、その特性の一部（質量、直径）が推定される。この検出を行うには、いくつかの条件が満たされている必要がある。
- 信号の弱さを考えると、これは他の現象に対応する可能性がある。例えば、恒星の光度の自然変動、これまで発見されていない伴星によるものなどがある。信号の原因が惑星以外のものでないことを確認するために、少なくとも3回の連続したトランジットを観測・測定することが必要である。2回目のトランジットは公転周期の特定を可能にし、3回目のトランジットは信号の深度などを確認しながらこの特性を検証する。ただし、これらのチェックにもかかわらず、誤検出が依然として発生する可能性があり、通常フォローアップ観測が地上からの観測施設で行われる。
- 検出の成功は、その恒星に費やされた観測時間とその恒星の周りの惑星の公転周期に依存する。トランジットは軌道を1周するごとに1回だけ発生するため、数年の観測が必要になる場合がある。別の恒星から太陽を確認した場合、地球の確認には少なくとも3年間太陽を継続的に観測する必要がある。火星の場合は6年でなければならない。
- 信号の深度は非常に小さく、太陽のような恒星の周囲を公転する地球サイズの惑星の場合、約100ppmである。検出は、信号を高精度で測定する検出器の機能に依存している。
- 恒星の光度（見かけの等級）が高い場合、検出はさらに簡単になる。明るい恒星、つまり、近くまたは遠くにあるが非常に明るい恒星は、より簡単に検出できる。
- 信号の相対的な変化は、惑星のサイズとその恒星のサイズの比率に直接依存する。赤色矮星を中心に公転する惑星は、赤色巨星を中心に公転する惑星よりもはるかに簡単に検出できる。
- トランジットが観測されるためには、太陽系外惑星の軌道面の向きが地球からの視線に平行でなければならない。この場合、統計的に惑星の約5%がそのような状況であるとされている（これは、体系的な調査によって5000個の惑星が発見された場合、理論的には他の宇宙領域から100000個が観測できることを意味する。

### ケプラーミッションの限界
NASAのケプラー宇宙望遠鏡は、太陽系外惑星研究の分野で最も強力な機器であり、2009年から2014年の間に、トランジット法によって空のごく一部（0.29%）を恒久的に観測することにより、数千の太陽系外惑星を発見した。このミッションの利点は、同じ恒星を3年以上観測できるため、公転周期が最大1年（地球と同様）の惑星を検出できることである。欠点は、この限られた領域で観測される恒星が遠く離れていることが多く、平均して光度が低いことである。これにより、発見された小さなサイズの惑星（特に地球程度の大きさの惑星）のその後の観測は、地上からの望遠鏡や、ハッブル宇宙望遠鏡、ジェイムズ・ウェッブ宇宙望遠鏡のような宇宙望遠鏡でははるかに困難になる。しかし、地球型の太陽系外惑星の研究は、太陽系の形成のメカニズムを研究する惑星科学者にとって非常に興味深いものである。TESSのミッションは、ケプラーのミッションとは大きく異なる。TESSは全天の恒星を観測するために設計されており、明るい恒星（ケプラーによって観測された恒星の30~100倍明るい）に焦点を合わせているため、地球型惑星を多く発見することができる。しかし、TESSによる全天の観測は、公転周期が平均してほんの数週間である惑星に制限される。
| 特性                       | ケプラー                                                                      | TESS                                                                                         |
| -------------------------- | ----------------------------------------------------------------------------- | -------------------------------------------------------------------------------------------- |
| プログラム                 | ディスカバリー計画                                                            | エクスプローラー計画                                                                         |
| 費用                       | 約5億米ドル                                                                   | 約2億米ドル                                                                                  |
| 質量                       | 1050kg                                                                        | 350kg                                                                                        |
| 測光感度                   | 40 ppm（見かけの等級12）                                                      | 200 ppm（見かけの等級12）                                                                    |
| フル画像サイズ             | 96メガピクセル                                                                | 4×16メガピクセル                                                                             |
| シャッター速度             | 6秒                                                                           | 2秒                                                                                          |
| 観測データ                 | 30分ごとの事前に選択された恒星の光度                                          | 2分ごとの事前に選択された恒星の光度 30分ごとの完全な画像                                     |
| ミッション期間             | 3.5年                                                                         | 2年                                                                                          |
| 観測された宇宙領域         | 3000光年までの空の0.25%                                                       | <200光年の空の90%                                                                            |
| 恒星の観測期間             | 4年間                                                                         | 27日（63%）から356日（1.7%）まで                                                             |
| 太陽系外惑星の公転周期     | 1年まで                                                                       | 平均10日                                                                                     |
| 観測された恒星             | すべてのタイプ及び大きさ                                                      | G型・K型で見かけの等級≤12                                                                    |
| ミッションで発見された惑星 | >2300の確認された惑星、遠くの恒星やすべてのタイプの恒星の周囲の惑星が含まれる | 比較的近くの恒星の周囲の約500の地球程度の大きさまたはスーパーアースを含む1,700の惑星（予測） |

## 歴史
2005年、マサチューセッツ工科大学（MIT）とスミソニアン天体物理観測所（SAO）によってプロジェクトが最初に議論された。TESSの起源は個人、Google、およびカヴリ財団による民間資金からデザインが開発された2006年である。2008年には、MITがTESSを完全なNASAのミッションにするといったことを提案し、その提案をゴダード宇宙飛行センターのSMEXへ提出したが、承認されなかった。2010年にエクスプローラー計画のミッションとして再提出され、2013年4月にMedium Explorer missionとして承認された。TESSは2015年に最終設計審査（CDR）に合格し、製造の開始が可能となった。ケプラーの打ち上げ時の費用は6億4000万ドルであったが、TESSの費用はわずか2億ドル（さらに打ち上げには8700万ドル）であった。このミッションでは、恒星の定期的な光度の変化を観測することによって太陽系外惑星を発見する。TESSは、そのような太陽系外惑星を発見するために、太陽の近くに存在する20万個の明るい恒星を観測する。TESSは2018年4月18日にSpaceXのファルコン9ロケットに搭載されて打ち上げられた。

## ミッションの概要
TESSは、全天においてトランジットを起こす太陽系外惑星の観測を行うよう設計されているが、このようなミッションは初めてである。4つの広角望遠鏡と関連するCCDイメージセンサ検出器が備え付けられている。観測データは2週間ごとに地球に送信される。有効露光時間が2時間のフルフレーム画像も送信されるため、ガンマ線バーストのような光学対応天体等、予期しない一時的な現象をとらえることも可能である。TESSはGuest Investigator programを伴っており、他の組織に所属する天文学者が自らの研究に使用することも可能となっている。これにより、更に20,000個の天体の調査が可能となる。

### 軌道
TESSは北半球と南半球共に遮るもののない画像を得るためにP/2と呼ばれる月と2:1の軌道共鳴を利用するが、これは以前まで使用されたことのない軌道である（ただし、IBEXは同様のP/3軌道を利用する）。このような長楕円軌道の遠地点は373,000 km (232,000 mi)であり、摂動の影響を最小限に抑えるために月の位置から約90°離れた位置に配置される。この軌道は何十年も安定しているとされ、TESSに搭載されているカメラを安定した温度範囲に保つことができる。放射線による損傷を避けるために、軌道は完全にヴァン・アレン帯の外側にあり、軌道のほとんどはその遥か外側に位置している。TESSの軌道周期は13.7日で、108,000 km (67,000 mi)の近地点に到達するごとにその間に観測したデータを約3時間かけて地球にダウンリンクする。

### 目的

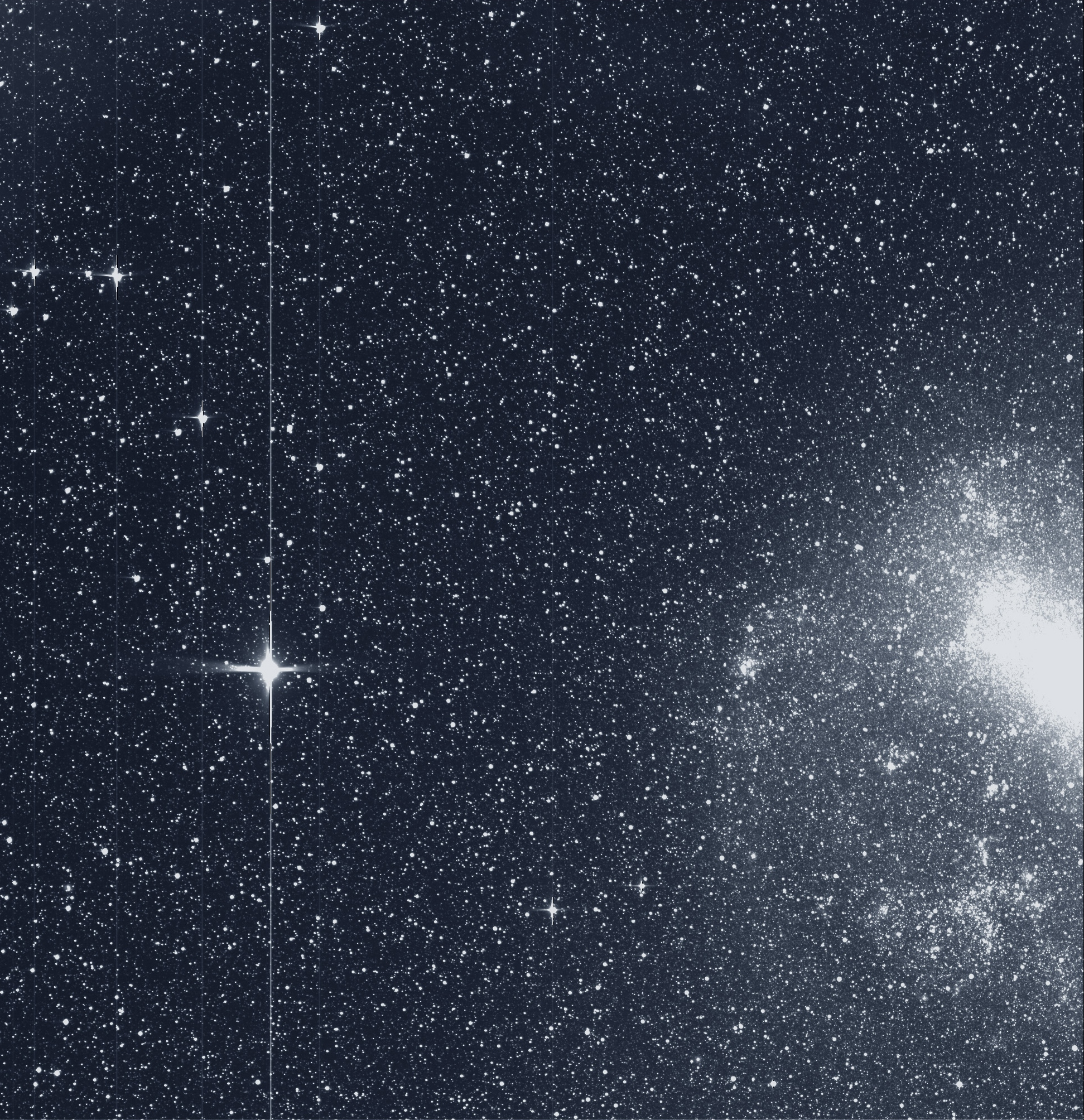
TESS – ファーストライト
（2018年8月7日）

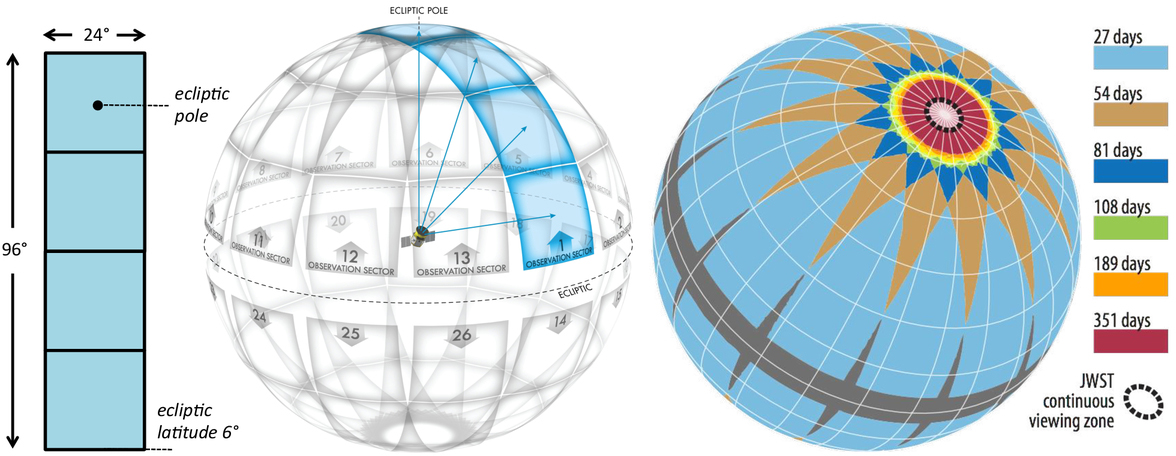
TESSによる観測が計画されている天球における26の領域

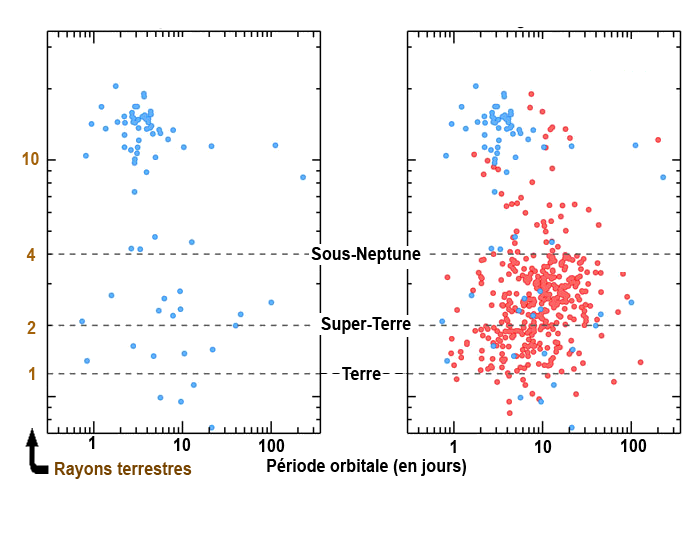
見かけの等級が10より大きい恒星の周囲を公転する、検出された惑星のサイズと公転周期。左:ケプラーとCOROTの宇宙望遠鏡を含む、2014年5月に発見された惑星。右:シミュレーションの結果として予想されるTESSの結果（赤）を含む同じ図。

TESSの2年間の全天観測は、視等級が12より明るいスペクトル分類がG型、K型、M型の恒星を対象とする。1,000個の近い赤色矮星を含む約50万個の恒星が探索の対象となる。TESSは、地球程度のよりも大きく、公転周期が2ヵ月以内の、1000個から1万個の太陽系外惑星候補を発見することが期待されている。これらの候補は、後に自動惑星検出望遠鏡、高精度視線速度系外惑星探査装置、ジェームズ・ウェッブ宇宙望遠鏡（JWST）等によってさらに調査が行われる。ケプラーによって観測された領域の400倍の領域である、全天で最も近い1,000個の赤色矮星を含む約200,000個の恒星が対象となる。TESSは、500-1000個の地球サイズの惑星と、スーパー・アースを含む20,000個を超えるトランジットを起こす太陽系外惑星を発見すると予想されている。これらのうち、推定20個はハビタブルゾーン内を公転しているスーパー・アースである可能性がある。また、TESSによってほぼ1年間観測される領域では公転周期が最大120日の惑星も発見されると予想されている。ミッションで定められた目標は、少なくとも50個の地球サイズの惑星（最大で地球半径の4倍）の質量を決定することである。検出された太陽系外惑星のほとんどは、30-300光年離れていると予想されている。マサチューセッツ工科大学の開発チームは、最初の有人恒星間航行は、TESSによって発見された惑星になるだろうという楽観的な見解を示している。
観測領域は26に分割されており、各領域は24°×96°である。公転周期が長い太陽系外惑星に対する感度を高めるために、黄極付近は各領域が重なり合っている。TESSは、1つの領域の観測で13.7日の軌道を2周し、運用の1年目に南半球を、2年目に北半球を観測する。カメラは実際には2秒ごとに画像を撮影するが、全ての画像は保存またはダウンリンクできるよりも遥かに多くのデータ量が蓄積されている。これに対処するために、1回の軌道ごとに選択され取り除かれた約15,000個の恒星が2分間で追加され、ダウンリンク用に保存される。また、フルフレーム画像も30分間で追加され、ダウンリンク用に保存される。実際のデータのダウンリンクは、近地点の近くで13.7日ごとに行われる。これは、TESSが2年間全天の領域の85%を継続的に観測する中で、特定の部分が複数回観測されることを意味する。基本的に約1年（351日）にわたって継続的に観測される領域は全天の約5%を占める。JWSTで1年中いつでも観測が可能である領域（黄極付近）を含む。
2019年10月、ブレイクスルー・リッスンはTESSチームの天文学者と共同での調査を開始し、高度な地球外生命の兆候を探した。TESSによって発見された何千もの新しい惑星は、ブレイクスルー・リッスンの協力者の施設によってテクノシグニチャーについてスキャンされる。恒星のTESSによるモニタリングのデータについても異常がないかチェックされる。

### 星震学
TESSチームは、星震学について調査することも予定されている。星震学は、周波数スペクトルの解釈によって恒星の内部構造を研究する科学である。振動モードが恒星の内部の様々な深さまで到達する。ケプラーとPLATOも星震学の研究が意図されている。

### 延長ミッション
27か月の延長ミッション期間中、データ収集の方法はわずかに変更される。
- 観測のターゲットとなる恒星が改めて選定された。
- 最初の2分のケイデンスは（1領域あたり20,000ターゲットの場合）は、20秒のケイデンス（1領域あたり1000ターゲットの場合）で拡張される。
- フルフレーム画像の撮影が30分ごとから10分ごとに短縮される。
- 延長ミッションでは観測範囲の方向とその隙間はわずかに異なる。
- 黄道付近の領域も観測される。

## TOIとフォローアップ観測
TESS object of interest（TOI）は、TESSによる観測で周囲に太陽系外惑星が存在する可能性が示された恒星に与えられる天体カタログであり、TESSによって識別された惑星候補はリストされ、フォローアップ観測の対象となる。TOIのフォローアップ観測は、TESS Follow-up Observing Program（TFOP）というワーキンググループを主として行われている。

### 太陽系外惑星探査プロジェクト
TOIはTESSチームによって割り当てられ、Community TOIs（CTOI）は独立した研究者によって割り当てられる。TESSの最初のミッションでは2241のTOIが指定された。他の研究者による共同研究は、TOIとCTOIの確認または新しいCTOIの発見を目標としている。
TESSが検出した惑星のみを分析している太陽系外惑星探査プロジェクトのいくつかは次のとおりである:
- 市民科学プロジェクト プラネットハンターズ[52]
- TESS Hunt for Young and Maturing Exoplanets（THYME）[53]
- The TESS-Keck Survey（TKS）[54]

現在、少量の発見論文を出した共同研究:
- Warm gIaNts with tEss collaboration（WINE）[55]
- TESS Giants Transiting Giants[56]
- The TESS Grand Unified Hot Jupiter Survey[57]

TESSコミュニティはTRICERATOPS、DAVE、Lightkurve、Eleanor、Planet Patrolなど、惑星候補の検証に役立つソフトウェアとプログラムも作成している。

## 打ち上げ

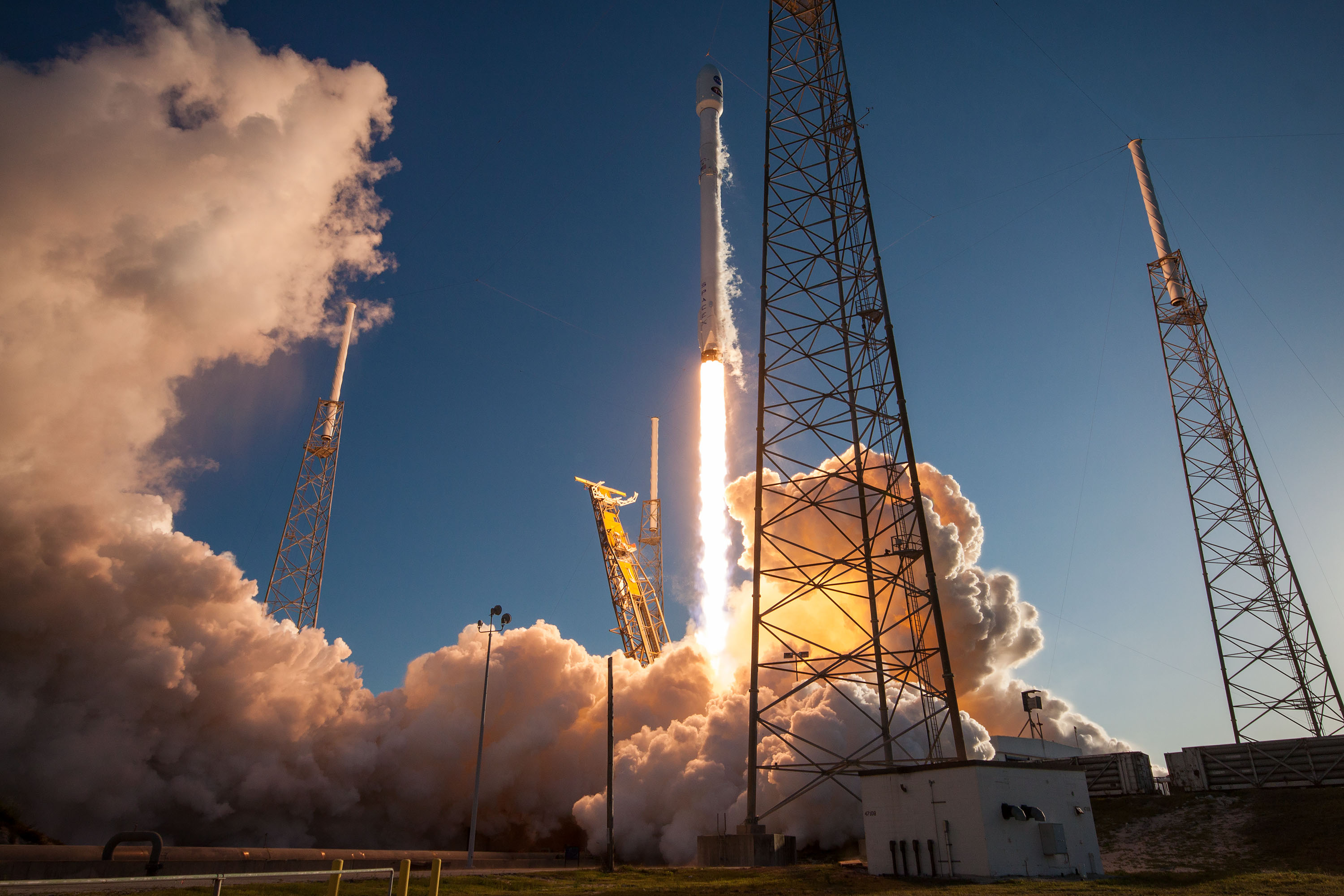
2018年4月にケープカナベラル空軍基地のケープカナベラル空軍基地第40発射施設で打ち上げられたTESSが搭載されたファルコン9ロケット。

2014年12月、SpaceXは2017年8月に総額8700万米ドルでTESSを打ち上げる契約を獲得した。362kgの宇宙機は当初2018年3月20日に打ち上げられる予定であったが、打ち上げロケットの準備や、NASAの打ち上げ要件を満たすための時間を確保するために、SpaceXによって延期された。ファルコン9ロケットのウェット・ドレス・リハーサルは2018年4月11日18:30（UTC）頃に完了した。打ち上げは、2018年4月16日から再び延期され、最終的にファルコン9ロケットは4月18日にケープカナベラル空軍基地のケープカナベラル空軍基地第40発射施設で打ち上げられた。
ファルコン9の打ち上げでは、まず第1段を149秒、続いて第2段を6分間燃焼させた。第1段ブースターは第2段切り離し後に再突入操作を実行し、自律スペースポートドローン船「Of Course I Still Love You」に着陸することに成功した。第2段は35分間慣性飛行した後、最後に54秒間の第2回燃焼を行ってTESSを軌道傾斜角28.5°の遷移軌道に投入した。第2段階ではペイロードを離し、その後それ自体が太陽周回軌道に配置された。SpaceXのペイロードフェアリングの再利用化開発の一環として、フェアリングの着水実験も行われた。

## 宇宙機

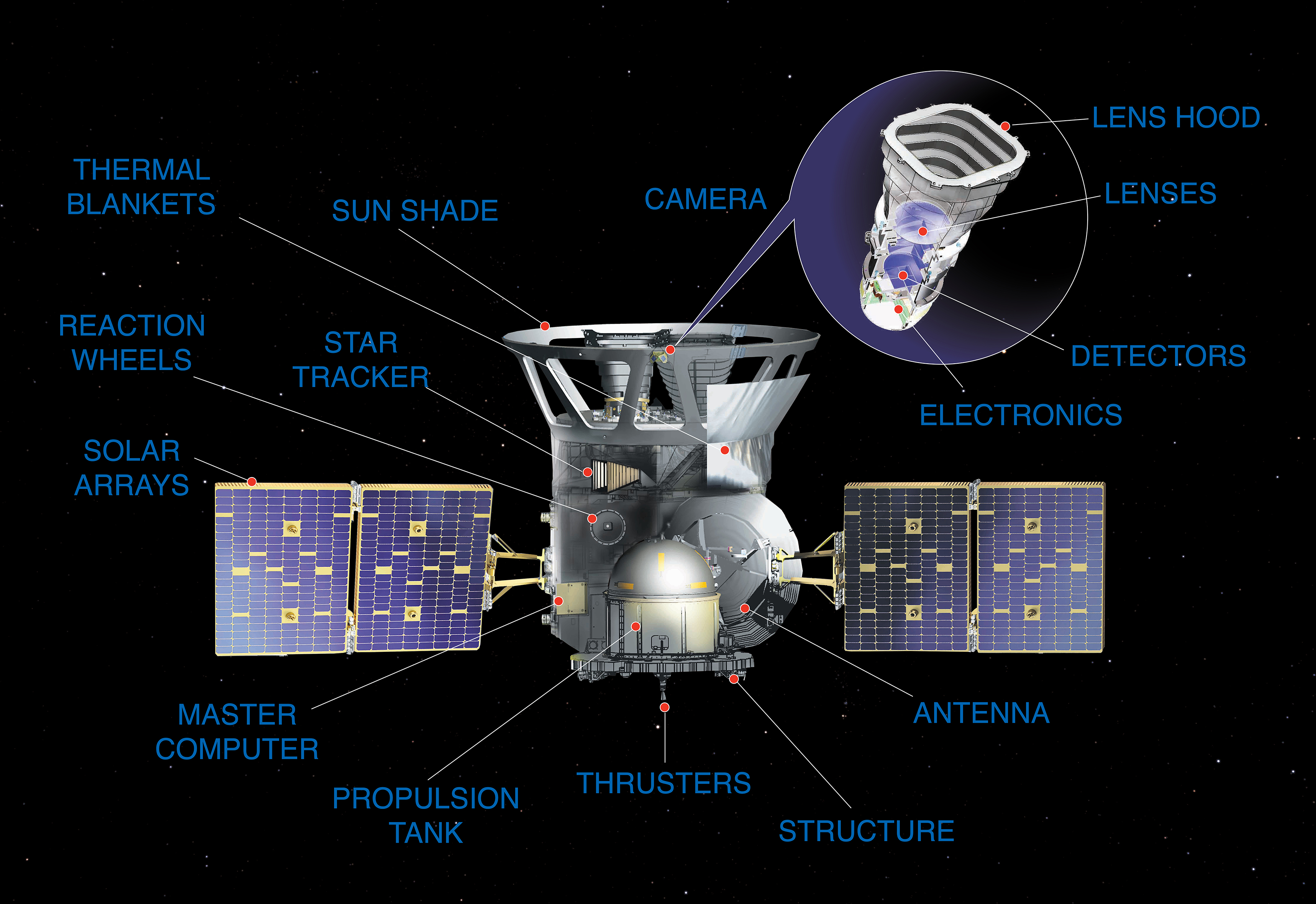
TESSの構造

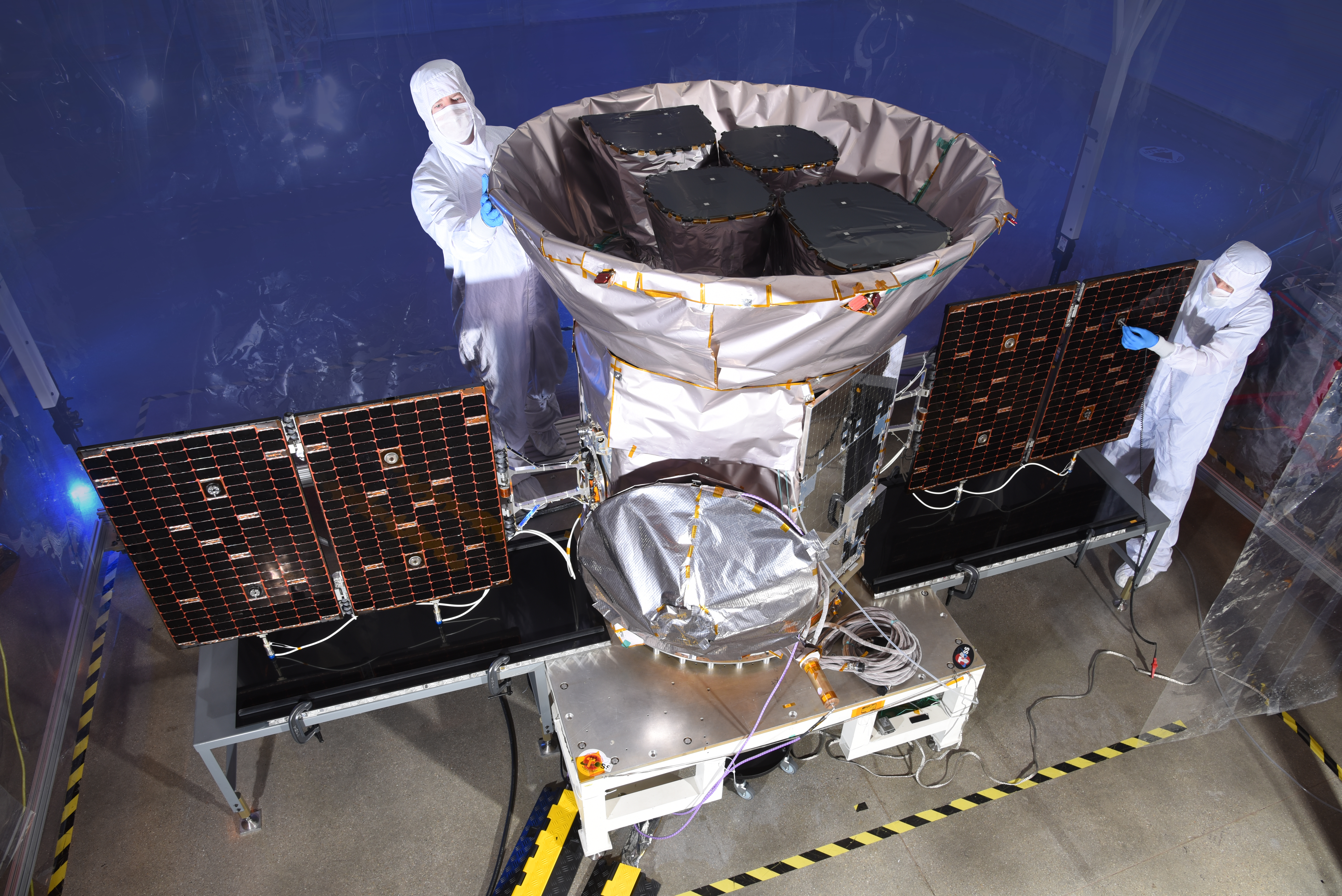
打ち上げ前のTESS

2013年、オービタル・サイエンシズは、NASAのTESSを製造するため、4年間で7,500万米ドルを受け取った。TESSは、オービタル・サイエンシズのLEOStar-2衛星バスを使用しており、4つのヒドラジンスラスターと4つのリアクションホイールを使用した3軸安定化により、3秒角以上の精度で微細な指向制御が可能である。電力は、400ワットを発電する2つの単軸太陽電池によって供給される。Kaバンドのパラボラアンテナにより100 Mbit/sでダウンリンク可能である。

### 運転軌道

2018年4月18日から2019年12月18日までのTESSの軌道のアニメーション
TESS·
地球·
月

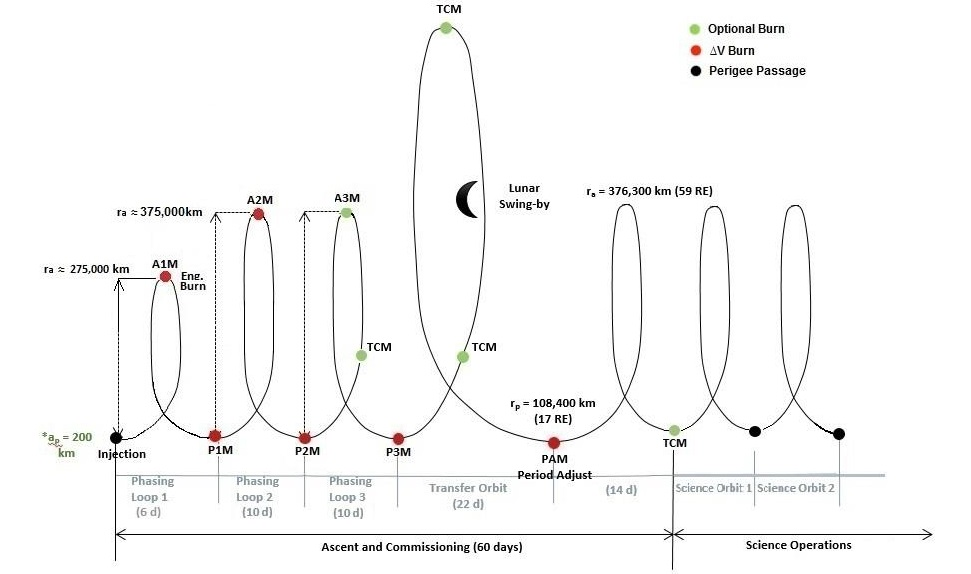
ファルコン9の第2段階後に計画された軌道マヌーバ。横軸は月を基準とした経度、縦軸は高度である。A1Mは1度目の遠地点、P1Mは1度目の近地点、TCMは軌道の調整、PAMは周期の調整。

ファルコン9の第2段によって最初の軌道に配置されると、宇宙機は更に4回の独立した燃焼を実行し、月とのフライバイ軌道に投入された。5月17日、宇宙機は月面から8,253.5 km (5,128.5 mi)の距離でスイングバイを実施し、5月30日に最終的な調整のための燃焼が行われた。公転周期は月と2:1の軌道共鳴にある13.65日であり、遠地点で月に対して90°傾いているが、これは少なくとも20年間安定した軌道であると予想されるため、維持するのに必要な燃料はごくわずかである。この段階に至るまでに合計2か月を要した。軌道は地球に対して37°傾いており、離心率は高い（17-75R⊕）。この軌道マヌーバのデルタVの量は215 m/s (710 ft/s)で、これはミッションで利用可能なデルタV総量の80%を占める。このため、ファルコン9で目標通り、あるいはわずかでも公称軌道投入精度以上の精度で軌道投入できた場合、推進薬残量から考えると理論上はミッション期間を15年以上とすることができる。

### 観測の経過
ファーストライトは2018年8月7日に行われ、2018年9月17日に公表された。
TESSは7月末に試運転を終え、7月25日に本格的な運用を開始した。運用開始後、2年間の主ミッションにおいてTESSは天球の中で1年目に南側、2年目に北側を観測した。その観測の間、TESSは26の領域を27.4日ごとに観測した。2020年7月4日に、主ミッションが終了した。その後、延長ミッションが実施される。
延長ミッションは2022年9月までの27か月で、3年目となる観測で再び南側の観測を1年行った後、4年目となる観測で1年3か月で再び北側の観測を行った。2022年9月の時点で検出された惑星候補（TOI）の数は5800個を超え、243個の惑星が確認されている。
2022年9月から3年間にわたる2回目の延長ミッションが開始された。5年目となる観測は2022年9月から2023年9月までで北半球で5つの領域、南半球で9つの領域を観測する。6年目となる観測は黄道付近の3つの領域、北半球で11の領域を観測し、2024年10月に終了する予定である。7年目となる観測は2024年10月から始まり2025年9月に終了する予定である。この2回目の拡張ミッションで、この期間にTESSは4000個以上の惑星候補を検出し、これまでの惑星候補と合わせると約12500個になる可能性がある（予測）。以前までの惑星候補はほとんどが公転周期が10日未満であったが、拡張ミッションによってより小さな惑星や、公転周期の長い惑星が検出できる可能性がある。
2022年10月10日に誤動作を起こし、セーフモードに入ったが、10月13日に通常の運用に戻った。10月14日に観測を再開し、機器内に保存されたデータも問題なく取得することができた。

### 機器
TESSの唯一の機器は、4台の広視野CCDカメラである。各カメラには、リンカーン研究所が製造した低ノイズ・低電力4メガピクセルCCDが4基取り付けられている。4つのCCDは2×2の配列に設置されており、カメラ1台あたり合計16メガピクセル、ミッション機器全体として16CCDとなる。各カメラは視野24°×24°、有効入射瞳径100mmで、レンズは7群構成、600-1000nm帯のバンドパスフィルタを有している。レンズの視野角は24°×96°（2,300°2、全天の約5%）、F値はf/1.4である。点像分布関数の総エネルギーのうち、ピークの場合の2乗エネルギーは、15×15μm内で50%、60×60μm内で90%である。なお、ケプラーの主要ミッションでは105°2の領域を観測したが、K2ミッションではより短い観測期間で多くの領域を観測した。

## 地上からの運用
TESSの地上からの運用は、アメリカの8つの施設が受け持っている。NASAのスペースネットワーク及び遠隔測定法を行うジェット推進研究所のディープスペースネットワーク、オービタルATKのMission Operations Center、MITのPayload Operations Center、エイムズ研究センターのScience Processing Operations Center、ゴダード宇宙飛行センター、スミソニアン天体物理観測所のTESS Science Office、Mikulski Archive for Space Telescopes（MAST）がそれに該当する。

## TESS-L5
TESS-L5は今後のTESSの機能の状態が良好であり、ミッションが延長した際に2026年~2029年の間に打ち上げられる可能性がある、TESSに搭載されたカメラの予備のカメラを搭載した小型の宇宙機であり、太陽と地球のラグランジュ点L5から運用される予定である。これは、TESS本体と同じ視野で観測を行うことでデータの正確性を高めるのみでなく、500個の太陽系外縁天体を発見できる可能性がある。2021年現在、TESSの状態は良好であり、この状態が続けば今後10年間稼働できるとされる。

## 試験用光源
トランジット法を用いた観測機器の開発で直面する問題の1つは、恒星の前を惑星が横切ることによって生じるごくわずかな光量変化が検出できるかの試験をするために、極めて安定した光源が必要となることである。2015年、ジュネーブ大学のグループは安定光源装置の開発において飛躍的な進歩を達成した。この装置はESAのCHEOPSのために開発されたが、TESSのためにもう一台発注された。TESSもTHEOPSもトランジット法を利用して近い距離にある明るい恒星を観測する予定だが、CHEOPSはTESSや他のミッションで発見された太陽系外惑星を観測し、より多くの特性を調査することが目的である。

## 経過

### 2018年

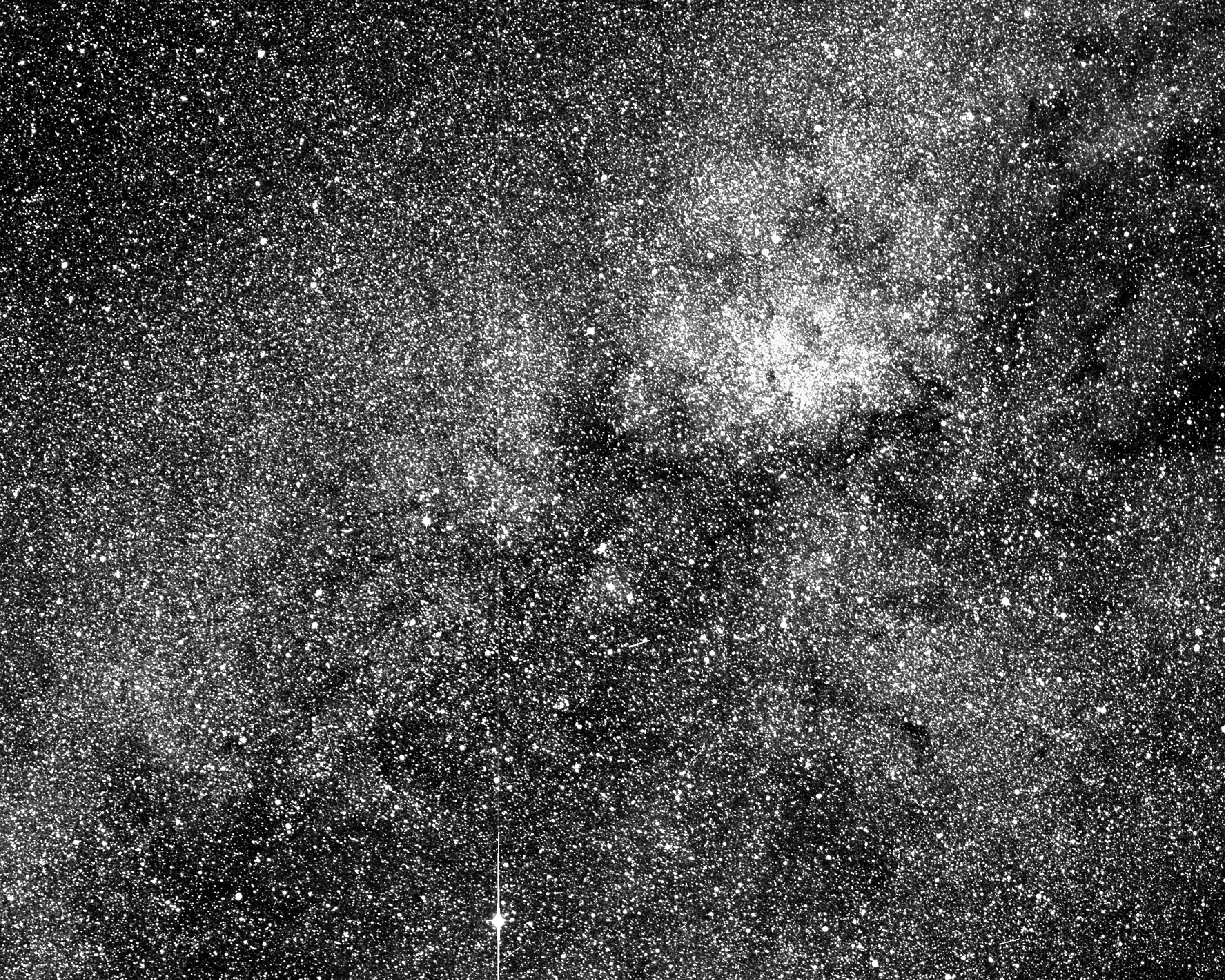
運用開始前に撮影されたテスト画像。画像はケンタウルス座を中心に撮影されている。右上隅にコールサック星雲の端が見え、左下の明るい恒星はケンタウルス座ベータ星である。

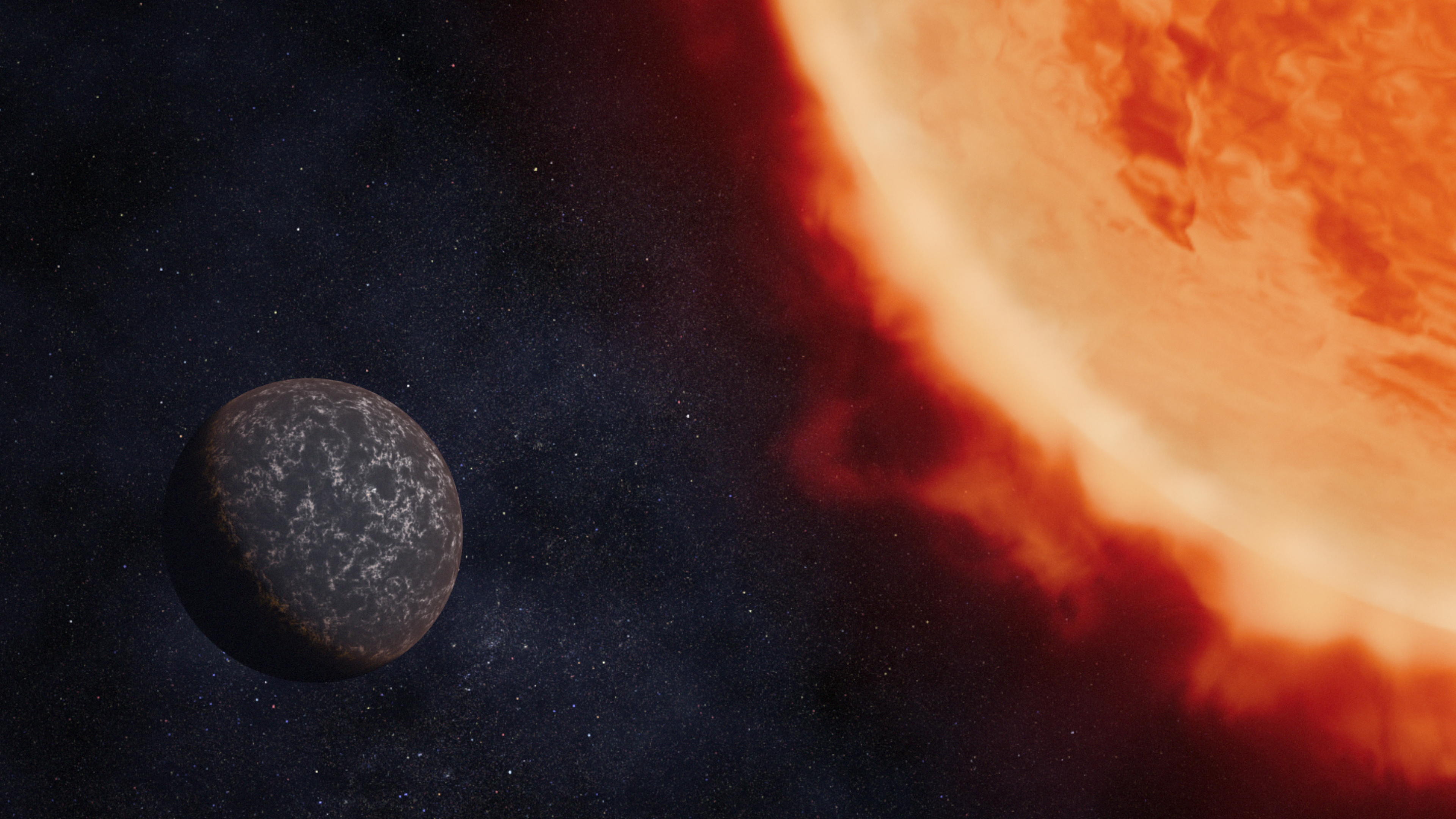
太陽系外惑星LHS 3844 b（TOI-136）の想像図

TESSは2018年7月25日に観測を開始した。ミッションから最初に公表された発見は、彗星C/2018 N1の観測であった。最初の太陽系外惑星の検出の公表は、9月18日に行われ、公転周期が6日のテーブルさん座パイ星系でのスーパー・アースの発見を公表した。なお、この惑星系には公転周期が5.9年の既知の木星型惑星もある。
2018年9月20日、赤色矮星LHS 3844（TOI-136）の周囲を公転している地球よりわずかに大きい超短周期惑星の発見が公表された。公転周期が11時間のLHS 3844 b（TOI-136  b）は、既知の惑星の中で公転周期が非常に短い惑星の1つである。軌道長半径は932,000キロメートル (579,000 mi)。LHS 3844 bは、地球から14.9pc離れており、地球から近い太陽系外惑星の1つでもある。
TESSが3番目に発見した太陽系外惑星はHD 202772A b（TOI-123A b）である。この惑星は、地球からやぎ座の方向に約480光年の距離に存在している、実視連星HD 202772の明るい方の恒星の周囲を公転しているホット・ジュピターである。2018年10月5日に公表された。HD 202772A bの公転周期は3.3日の膨らんだホット・ジュピターであり、進化した恒星の周囲に存在するのホット・ジュピターの稀な例である。また、平衡温度が2,100 K (1,830 °C; 3,320 °F)であり、既知の惑星の中で恒星から強く照射されている惑星の1つである。

### 2019年

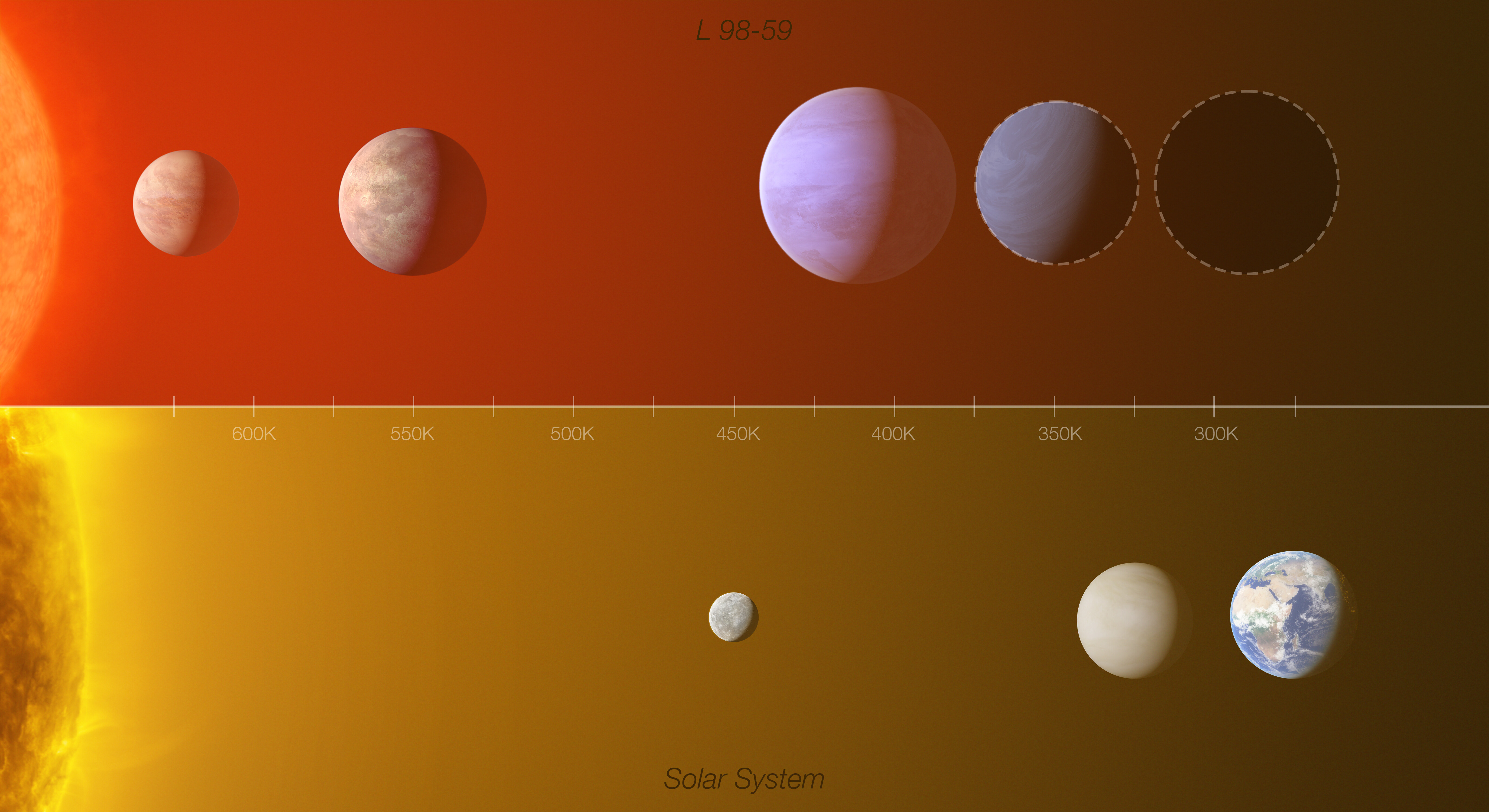
TOI-175系と太陽系の惑星の比較

2019年3月19日、TOI-175の周囲に3つの地球型惑星が発見された。TOI-175 bは当時TESSがこれまで発見した惑星の中で一番小さい惑星であった。なお、2021年にはドップラー分光法によって4番目の惑星が発見された。また、5番目の惑星候補（TOI-175 f）が存在する可能性も示された。TOI-175 fはハビタブルゾーンに位置する地球型惑星である可能性がある。
2019年4月15日、地球サイズの惑星の最初の発見が公表された。HD 21749 c（TOI-186 c）は、地球の直径の約89％の大きさを持ち、約8日でK型主系列星HD 21749の周囲を公転している岩石質の惑星である。惑星の表面温度は427℃と推定されている。HD 21749 cは、TESSによる10番目に確認された惑星である。
太陽系外惑星の候補に関するデータは、引き続きMASTで公開されている。2019年4月20日の時点で、候補の総数は最大335であった。以前に発見された太陽系外惑星として識別された候補に加え、このリストには、上記の5つを含む10の新しく発見された太陽系外惑星も含まれている。一部の候補は半径がR < 4R⊕の50個の惑星の発見を支援することを目的としたTESS Follow-Up Program（TFOP）によるフォローアップ観測のため観測が行われている。候補となる太陽系外惑星は、同ページで更に追加されているため、増え続けている。
2019年7月18日、南側の観測が終了し、北側の観測を開始した。この時点で、21の惑星が確認され、850を超える太陽系外惑星の候補が存在している。
2019年7月23日、年齢が4500万年までの恒星が集まっているきょしちょう座・とけい座アソシエーションの中に位置する恒星きょしちょう座DS星（TOI-200）に惑星きょしちょう座DS星Ab（TOI-200A b）が存在することが論文にて公表された。TESSによって2018年11月にこの惑星が最初に観測され、2019年3月に確認された。この惑星は若く、大きさは海王星よりは大きいが、土星よりは小さい。この惑星系は、ドップラー分光法と透過光分光法を用いた観測に十分な明るさを持つ。ESAのCHEOPSは、この惑星のトランジットを観測している。惑星の性質を特徴付けるCHEOPS Guest Observers（GO）ProgrammeのAnnouncement of Opportunity（AO-1）で承認された。

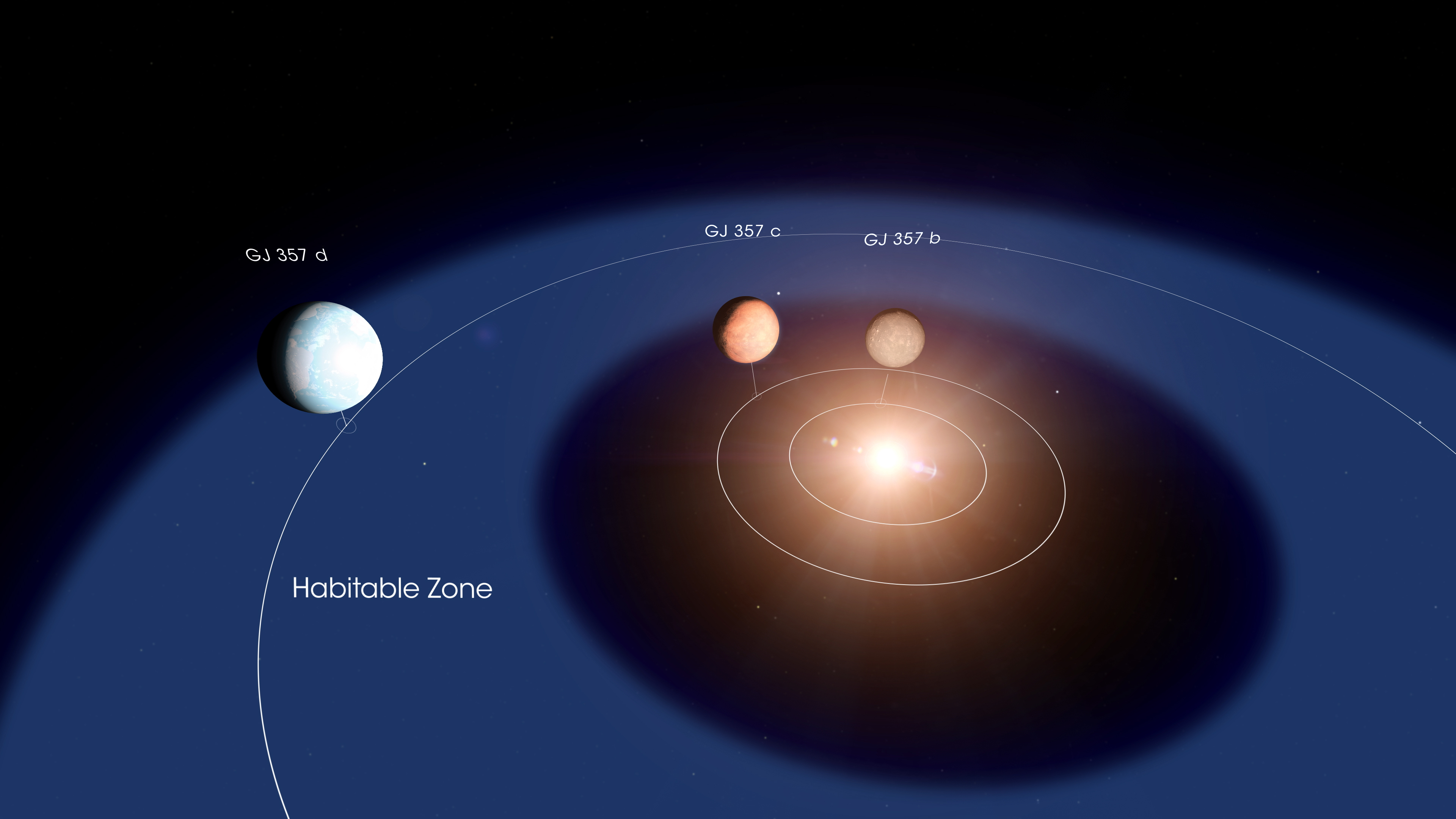
グリーゼ357（TOI-562）の惑星と軌道

2019年7月31日には、地球から31光年の距離にあるM型矮星グリーゼ357（TOI-562）の周囲の太陽系外惑星の発見が公表された。TESSは、平衡温度が約250℃の地球型惑星であるグリーゼ357bのトランジットを観測した。過去のデータと地上からの観測・分析は、グリーゼ357cとグリーゼ357dの発見につながった。bとcは主星に近すぎてハビタブルゾーンに入っていないが、dはハビタブルゾーンの外縁にあり、大気があればハビタブル惑星の可能性がある。質量は少なくとも6.1 M⊕のスーパー・アースに分類されている。
2019年9月の時点で、1000を超えるTESS Objects of Interest（TOI）がデータベースに公表されており、そのうち確認済みの惑星は少なくとも29個である。そのうち約20個がミッションの目標内の地球サイズである（<4地球半径）。
2019年9月26日、TESSがASASSN-19btと呼ばれる最初の潮汐破壊現象（TDE）を観測したことが公表された。TESSの観測データは、ASASSN-19btが2019年1月21日、ASAS-SNによる発見の約8.3日前に明るくなり始めたことを明らかにした。

### 2020年

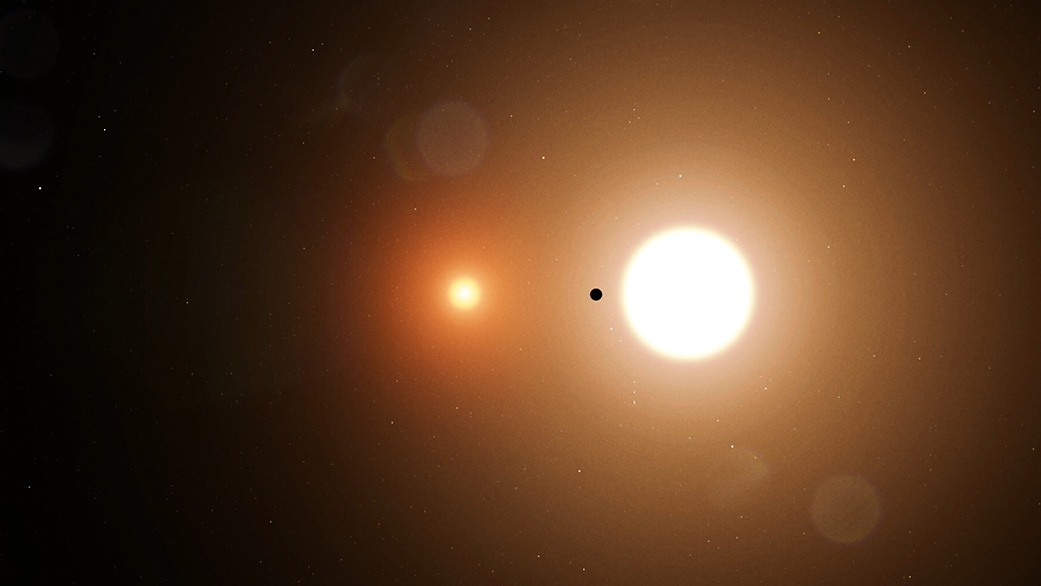
TOI-1338の2つの恒星とその周囲を公転する惑星TOI-1338 b

2020年1月6日、NASAは、TESSによって発見されたハビタブルゾーンで最初の地球サイズの太陽系外惑星であるTOI-700 dの発見を公表した。約100光年離れたかじき座の恒星TOI-700の周囲を公転している太陽系外惑星である。TOI-700系には他にも別の地球サイズの惑星であるTOI-700 bとミニ・ネプチューンであるTOI-700 cの2つの惑星が発見されている。この惑星系は、比較的大きめの惑星が2つの小さな惑星の間に存在するという点で独特であり、これらの惑星がどのような順序で形成されたのか、比較的大きな惑星が現在の軌道に移動したのか、この惑星の配置がどのようになったのかは不明である。同日、NASAは、天文学者がTESSの観測データを使用して、りゅう座アルファ星が食変光星であることが示されたと公表した。同日、TESSによって発見された最初の周連星惑星であるTOI-1338 bの発見が公表された。TOI-1338 bは、地球の約6.9倍という海王星と土星の中間のサイズを持つ。恒星TOI-1338はがか座の方向に約1,300光年離れた位置にある連星系である。この連星系は食変光星を構成している。これは、恒星同士が互いに円を描いて公転しているとき発生する。一方の恒星は太陽よりも約10%大きい。もう一方は温度が低く、また暗い恒星で、質量は太陽の3分の1である。TOI-1338 bの公転周期は93日~95日と不規則に変化している。主星である連星の運動の影響でトランジットの減光の度合いや期間が異なる。TESSは、大きな恒星の前を横切るトランジットのみを確認し、小さな恒星のトランジットは微弱すぎて検出することが不可能である。惑星は不規則に公転しているが、その軌道は少なくとも今後1000万年間は安定する。しかし、軌道の角度が変化するためトランジットは2023年11月以降観測できなくなる。しかし、8年後に再び観測可能になるとみられる。
2020年3月10日、銀河系の構造の1つの厚い円盤の中にある惑星（Thick-disk planet）として初の発見例であるLHS 1815 b（TOI-704 b）の発見が公表された。

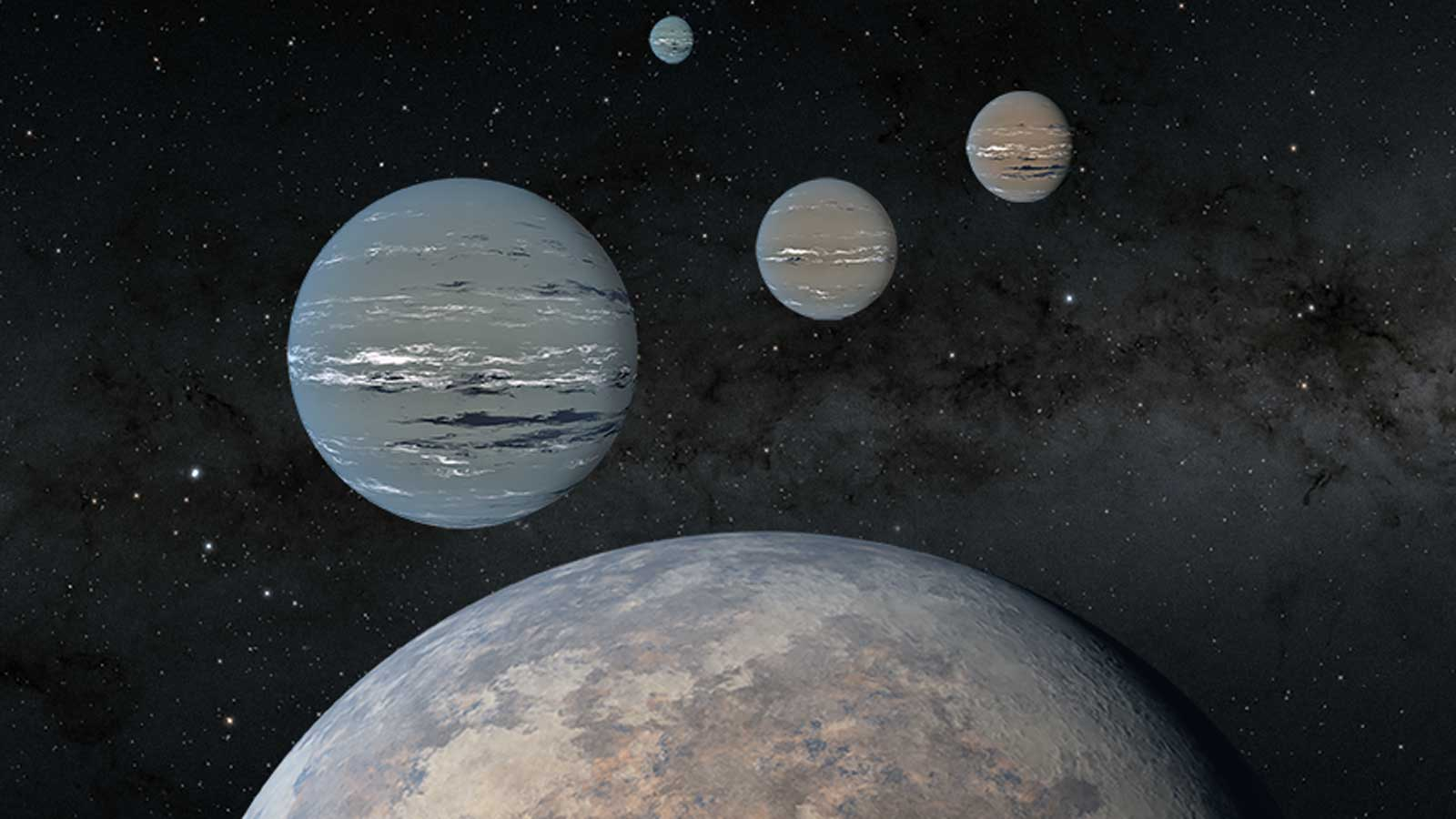
HD 108236（TOI-1233）系の惑星の想像図

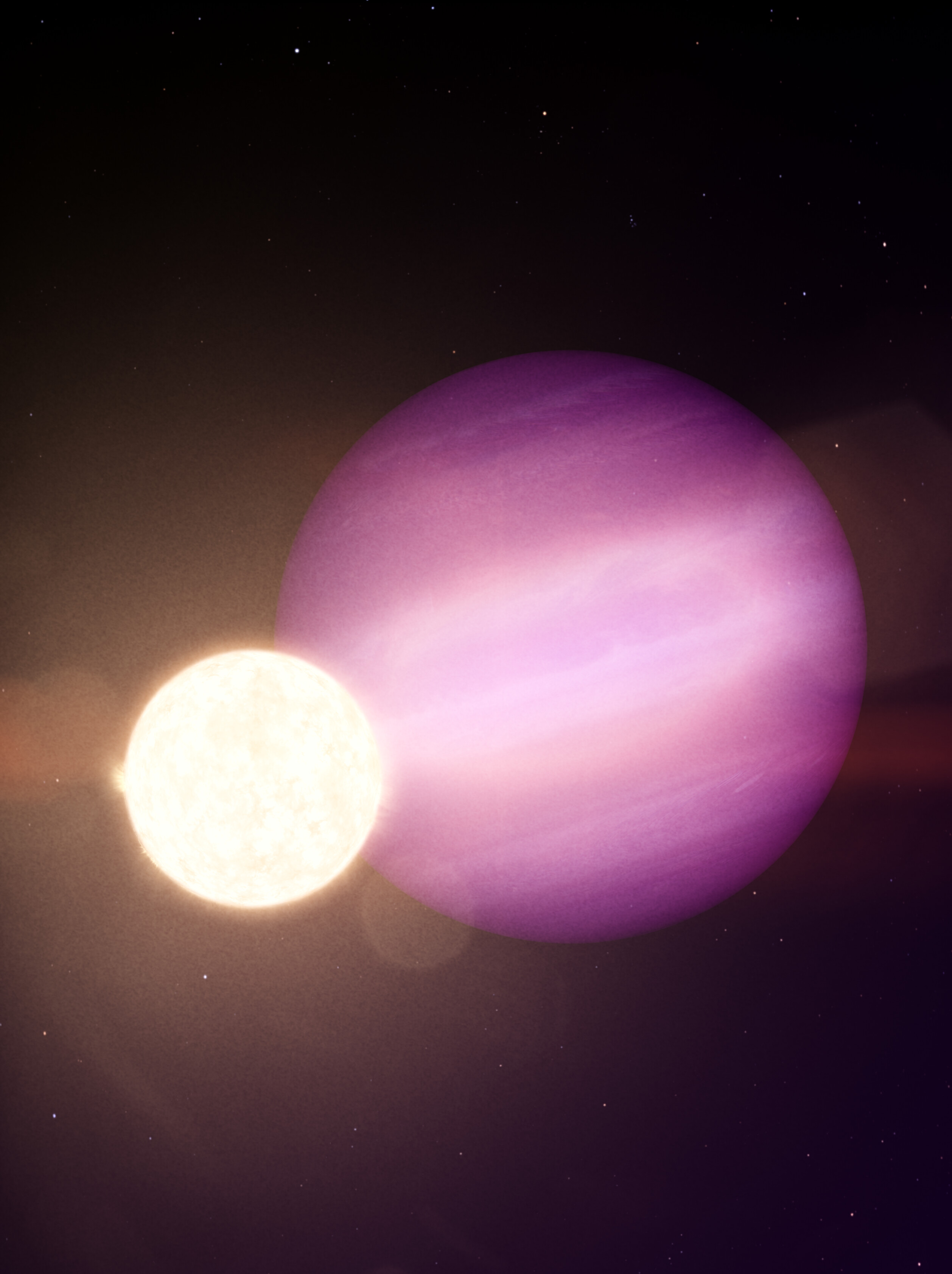
WD 1856+534 b（TOI-1690 b）と主星の白色矮星の想像図

2020年3月23日、Hot Neptunian Desertに存在している惑星TOI-849 bの発見が公表された。この惑星は大きさは海王星より小さい程度の惑星だが、質量は異常に大きい。そのため、TOI-849 bはかつて木星型惑星であり、現在は中心のコアの部分が残った惑星（クトニア惑星）である可能性が提示されている。
2020年4月23日、天文学者のTansu Daylanが率いるチームは、TESSを利用して、2人のインターンのJasmine Wright（18）とKartik Pinglé（16）の助けを借りて、SRMPの一環として、ハーバードとMITは、4つの太陽系外惑星（1つのスーパー・アースと3つのミニ・ネプチューンから構成される）を発見し、近くの太陽に似た恒星であるHD 108236の周囲を公転していることを発見した。2人の高校生、ベッドフォード・スクールの18歳のJasmine Wright、マサチューセッツ州のケンブリッジに位置するケンブリッジ・リンジ&ラテン・スクールの16歳のKartik Pingléは、個人として惑星を発見した史上最年少の人物であると報告されている。また、2021年1月3日にはさらに5番目の惑星が発見された。
2020年6月24日、けんびきょう座AU星（TOI-2221）の周囲を公転する海王星サイズの惑星けんびきょう座AU星bの発見を公表した。けんびきょう座AU星は地球から最も近い距離に存在する前主系列星である。また、このときからさらに外側を公転する別の惑星の存在が予測されていたが、同年12月24日に海王星サイズの惑星であるけんびきょう座AU星cの発見が公表された。
2020年9月15日、白色矮星であるWD 1856+534（TOI-1690）の周囲を公転している惑星WD 1856+534 bの発見が公表された。公転周期は1.4日の巨大な太陽系外惑星である。主星が赤色巨星になった段階で近い距離の惑星は主星に飲み込まれるが、この惑星は主星から遠い位置から近い位置へ移動した可能性がある。しかし、主星に近づきすぎれば潮汐力の影響で惑星は破壊されるため、WD 1856+534 bが破壊を逃れてこのような状態になった理由は不明である。

### 2021年

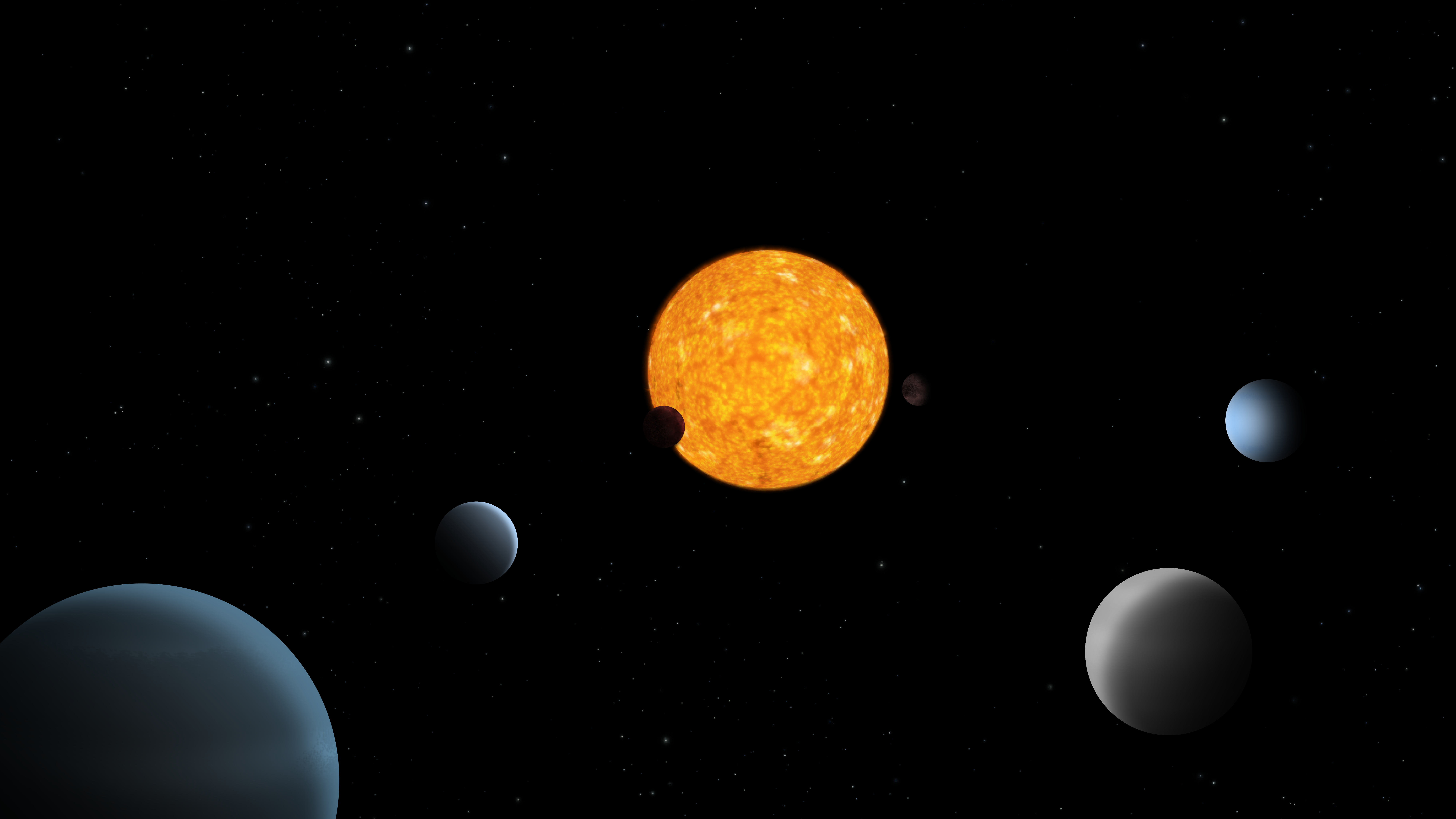
TOI-178系の想像図

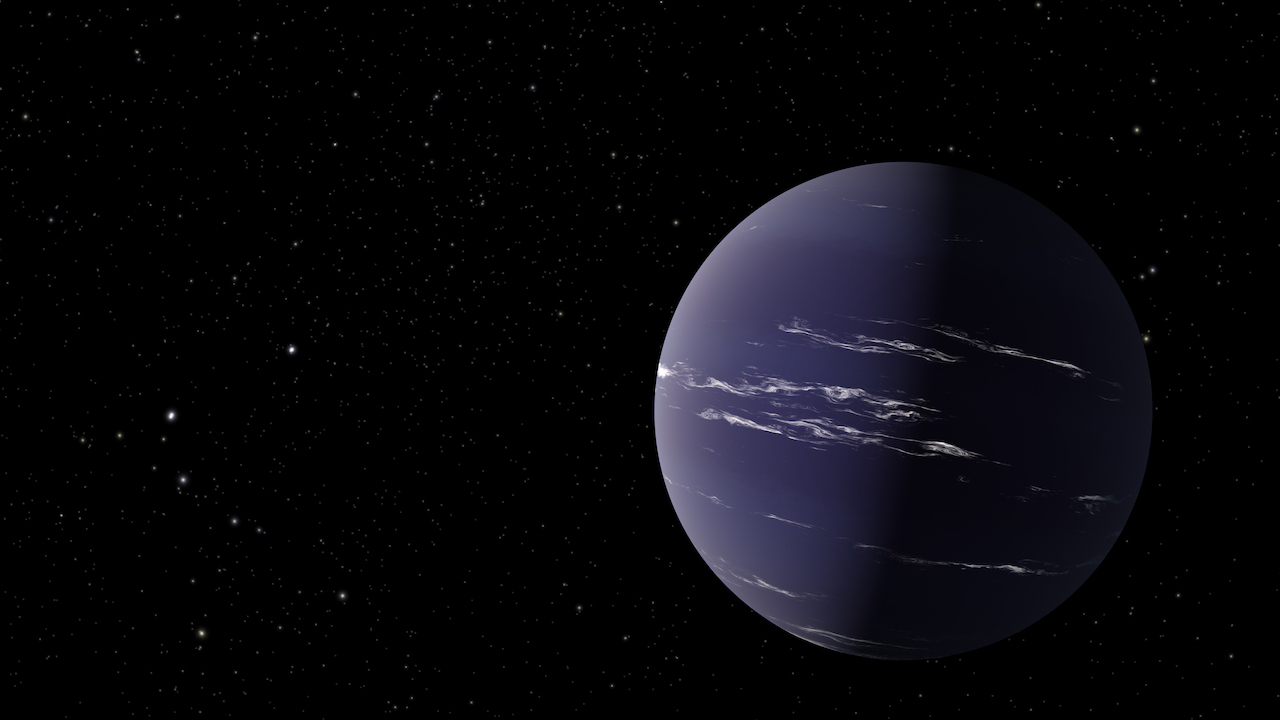
ハビタブルゾーン内を公転する海王星型惑星TOI-1231 bの想像図

2021年1月22日、いずれも地球の1~3倍の6つの惑星が公転しているTOI-178系の発見が公表された。そのうち外側に位置する5個の惑星は18:9:6:4:3の軌道共鳴となっている。また、TOI-178系の各惑星の密度はそれぞれバラバラである。これらの惑星系は巨大衝突などがなく、穏やかに形成されたと予測されている。
2021年1月27日、TESSを使用しているチームは、天文学者がすべての星の日食を観測できるように、2個の恒星が存在する連星が3つ存在する計6個の恒星が存在する恒星系 TIC 168789840を決定したと報告した。
2021年3月、NASAは、TESSが2200の太陽系外惑星候補を発見したと発表した。
2021年5月17日、NASAのジェット推進研究所とニューメキシコ大学の研究者を含む国際的な天文学者チームが、宇宙望遠鏡の最初の報告を行い、地上望遠鏡によってハビタブルゾーンに位置する海王星サイズの太陽系外惑星TOI-1231 bの発見を確認した。惑星は、近くの赤色矮星の周囲を公転しており、ほ座の方向に90光年離れた位置に存在する。
2021年6月、惑星候補の数が3000個を超えた。同月、4000個も超えた。
2021年7月12日、TOI-1807の周囲を公転する1つの惑星とTOI-2076の周囲を公転する3つの惑星が発見された。TOI-1807 bの公転周期は約0.55日の超短周期惑星であり、溶岩の海に覆われている可能性がある。これらの惑星は若い惑星である。
2021年10月19日、ミニ・ネプチューンサイズの惑星TOI-2285 bの発見が公表された。この惑星はハビタブルゾーンの外側に位置しているが、水素で構成された大気の下に水の層がある場合は、その水は液体の状態となっている可能性がある。

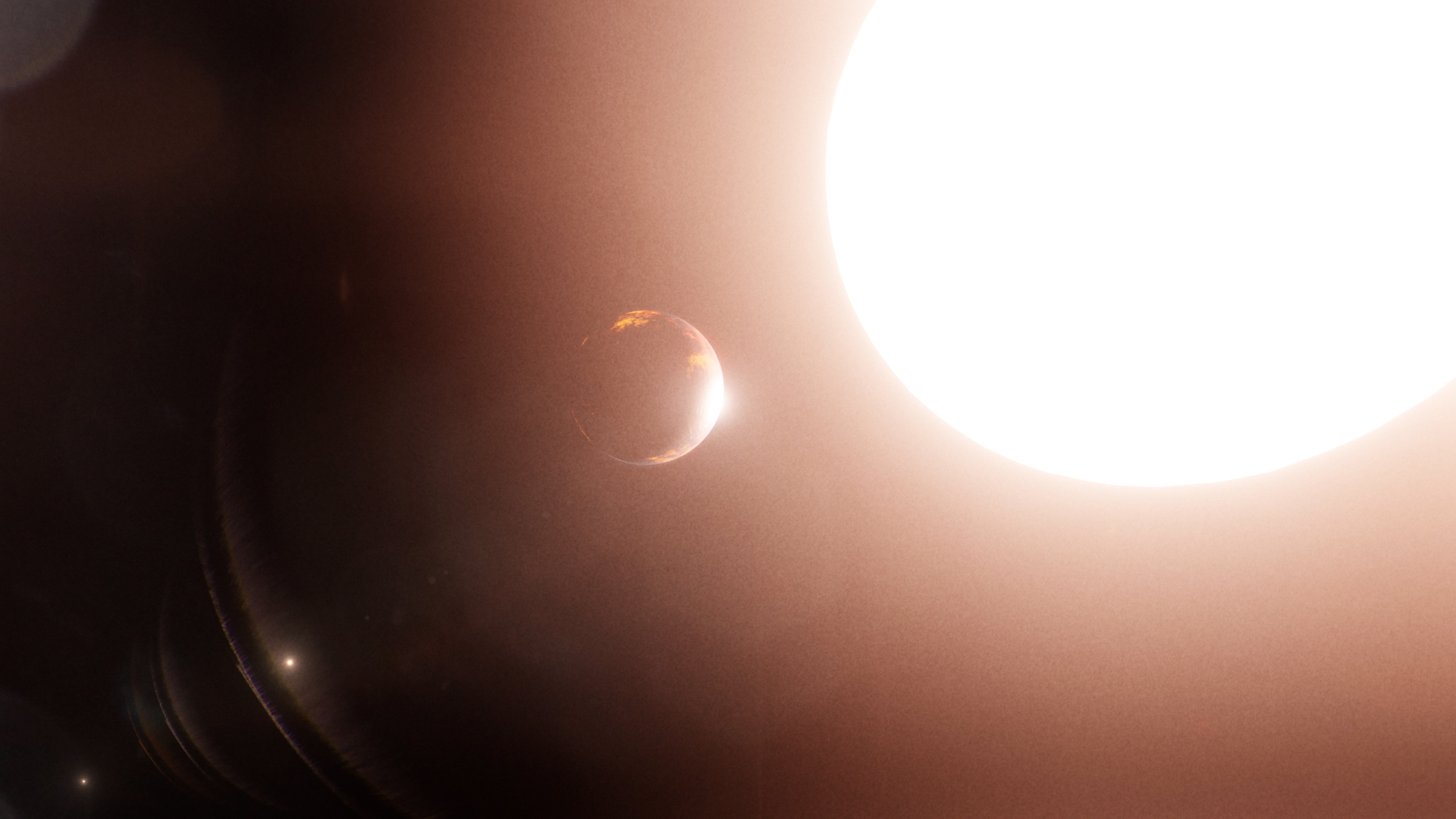
主星のすぐ近くを公転するTOI-1807 bの想像図

2021年11月2日、TOI-2257 bの発見が公表された。TOI-2257 bは軌道離心率の高いミニ・ネプチューンであるが、ハビタブルゾーン内を公転しており、液体の水が存在している可能性がある。
2021年11月23日、公転周期が約16時間の超短周期惑星TOI-2109 bの発見が公表された。表面温度は約3600ケルビンで、KELT-9bに次いで2番目に温度が高い既知の太陽系外惑星となった。TOI-2109 bは軌道減衰が発生しており、1000万年後には既に主星に落下している可能性がある。
2021年12月3日、新たに1617個のトランジットを起こす惑星候補を検出したことを発表した。以前までに検出されていた惑星候補より比較的暗い恒星の周囲を公転しているとされている惑星候補や、地球から比較的遠く離れた恒星の周囲を公転しているとされている惑星候補も多数含まれている。
2021年12月21日、新たに448個の惑星候補が追加され、これによりTESSによって発見された惑星候補の数は5000個を超えた。1年前の惑星候補数は約2400個であり、この2021年で惑星候補数は2倍以上に増加した。

### 2022年

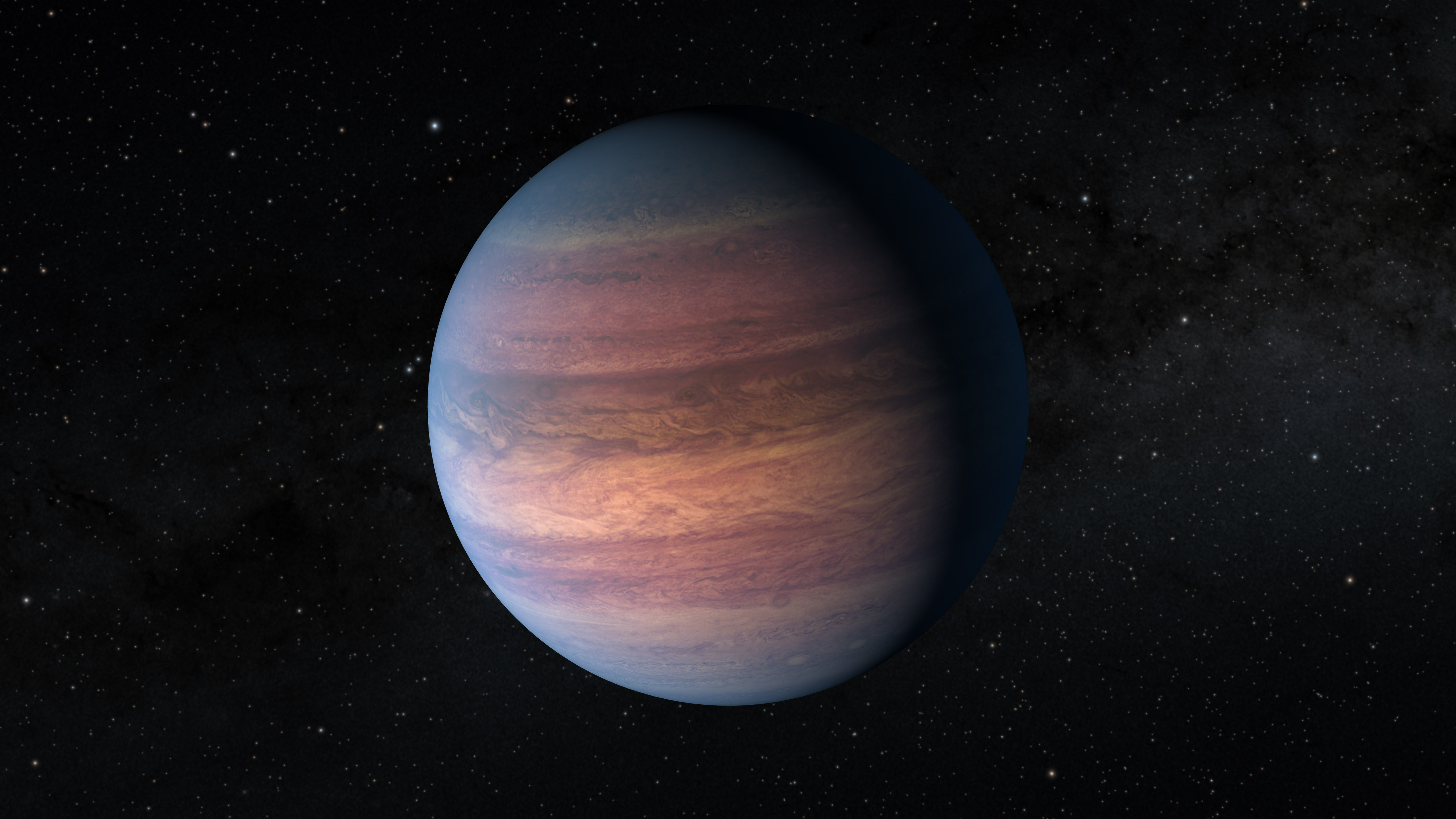
TOI-2180 bの想像図

2022年1月11日、公転周期が約261日のTOI-2180 bの発見が公表された。TESSが発見した惑星の中では一番長い公転周期を持ち、このような長周期惑星はTESSによって検出されたものはごくわずかである。TOI-2180 bはTESSミッションで1回だけトランジットを起こしたが、フォローアップ観測によって惑星の存在が確認された。軌道離心率は0.368とやや大きめである。同日、TESSの最初の3年間の観測で74個の白色矮星を発見したことを報告した。
2022年1月28日、13個の地球型惑星の発見が公表された。そのうちTOI-206 b、TOI-500 b、TOI-1075 b、TOI-1442 b、TOI-2260 b、TOI-2411 b、TOI-2445 bの7個の惑星は公転周期が1日未満の超短周期惑星である。また、TOI-2260 bの平衡温度は約2600ケルビンとされており、これは既知の太陽系外惑星の中で4番目に温度が高い惑星である。

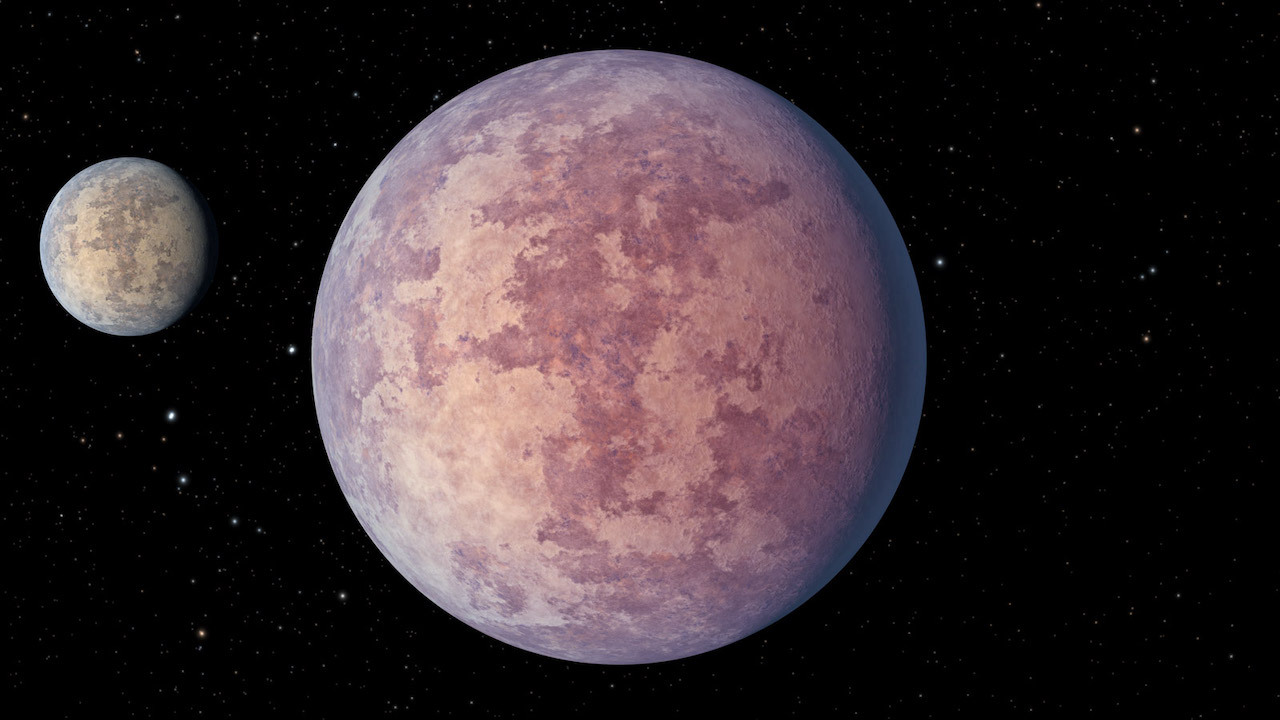
TOI-4599系の2つの惑星の想像図

2022年4月21日、TOI-4599の周囲を公転する2つの地球型惑星の発見が公表された。TOI-4599系は太陽系から約10パーセク離れた距離に存在している。これは、トランジットを起こす複数の惑星が存在している惑星系ではグリーゼ892、LTT 1445 A（TOI-455）、けんびきょう座AU星（TOI-2221）に次いで4番目に近い距離である。
2022年4月28日、TOI-500系にb以外にドップラー分光法によってc・d・eの合計4個の惑星が発見された。bは2022年1月にすでに存在が確認されていた。bとcは地球型惑星、dとeは海王星型惑星とされている。TOI-500 bは、惑星が主星からより近い距離に移動し、軌道離心率が小さくなったと予測されており、周囲を公転する地球型惑星の超短周期惑星が含まれる4個の惑星が存在する惑星系の中でこのようなメカニズムが実証された惑星系としては初めての惑星系である。
2022年8月12日、スーパーアースであるTOI-1452 bの発見が公表された。TOI-1452 bは約1.67地球半径、約4.82地球質量を持ち、平衡温度は約53℃とされている。この惑星は、約30%の質量が水である可能性があり、この値はエンケラドゥスのような太陽系内に存在する氷衛星と近い。また、水が液体で存在できる範囲内に軌道を持つため、海洋惑星である可能性がある。

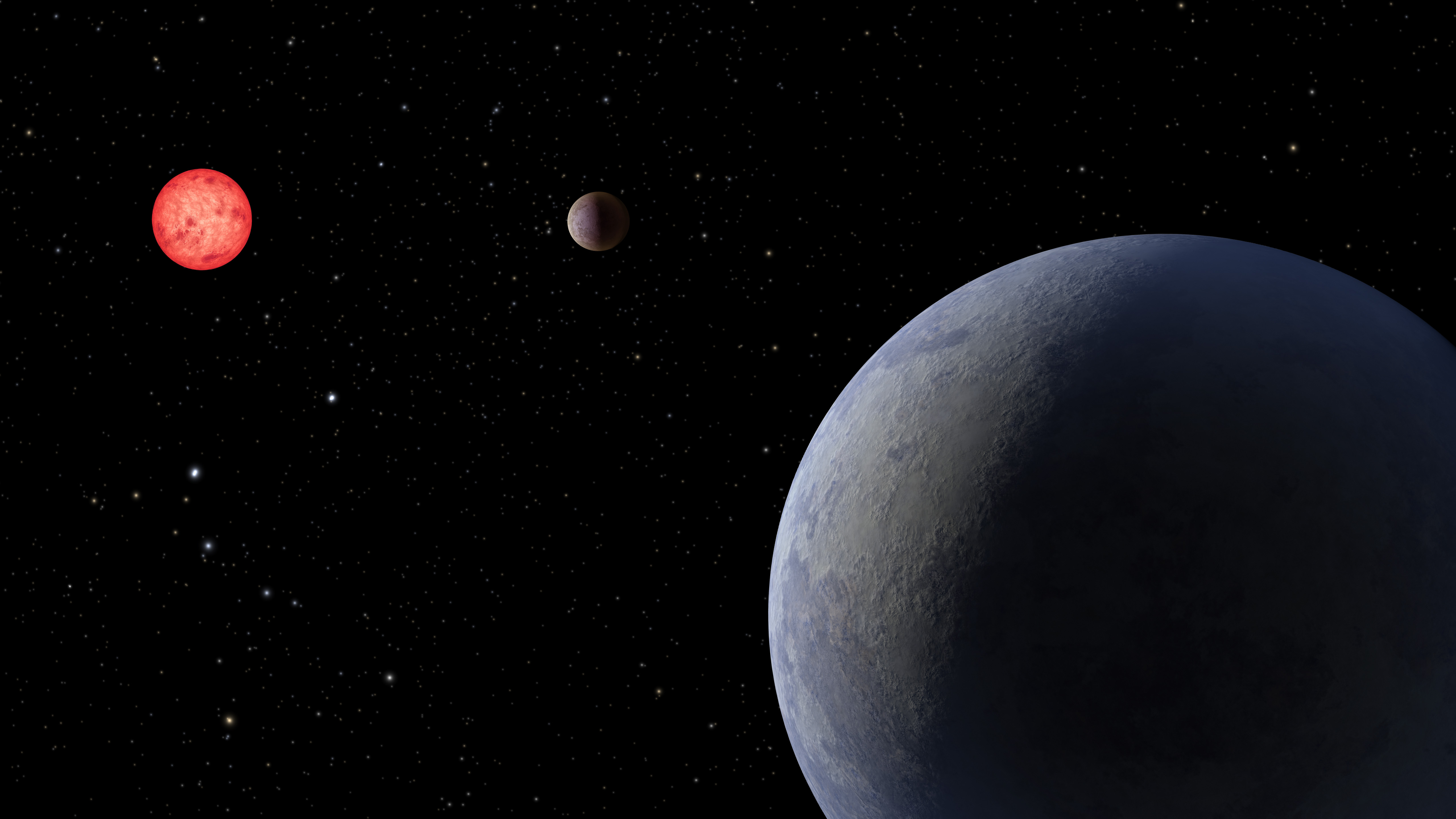
LP 890-9 c（TOI-4306 c）の想像図

2022年9月6日、LP 890-9（TOI-4306、SPECULOOS-2）の周囲を公転する2つのスーパーアースの発見が公表された。LP 890-9は惑星を持っていることが確認されている恒星の中ではTRAPPIST-1に次いで2番目に温度が低い恒星である。2個の惑星のうち、LP 890-9 c（TOI-4306 c、SPECULOOS-2 c）は保守的なハビタブルゾーン内の内側の縁に近いところを公転しており、TRAPPIST-1eに次いで2番目に居住可能性が高く、液体の水が表面に存在している可能性がある。惑星cは約1.367地球半径を持ち、公転周期は約8.46日である。
2022年9月27日、すでに2018年に2個の惑星が発見されていたTOI-174系に新たに3つの惑星が発見された。これら5つの惑星はすべて地球型惑星であり、そのうち最も内側を公転しているTOI-174 dとTOI-174 eはスーパーマーキュリーとされている。TOI-174系は、スーパーマーキュリーが複数発見された最初の惑星系である。
2022年11月8日に追加された惑星候補で、惑星候補の数の合計が6000個を超えた。

### 2023年

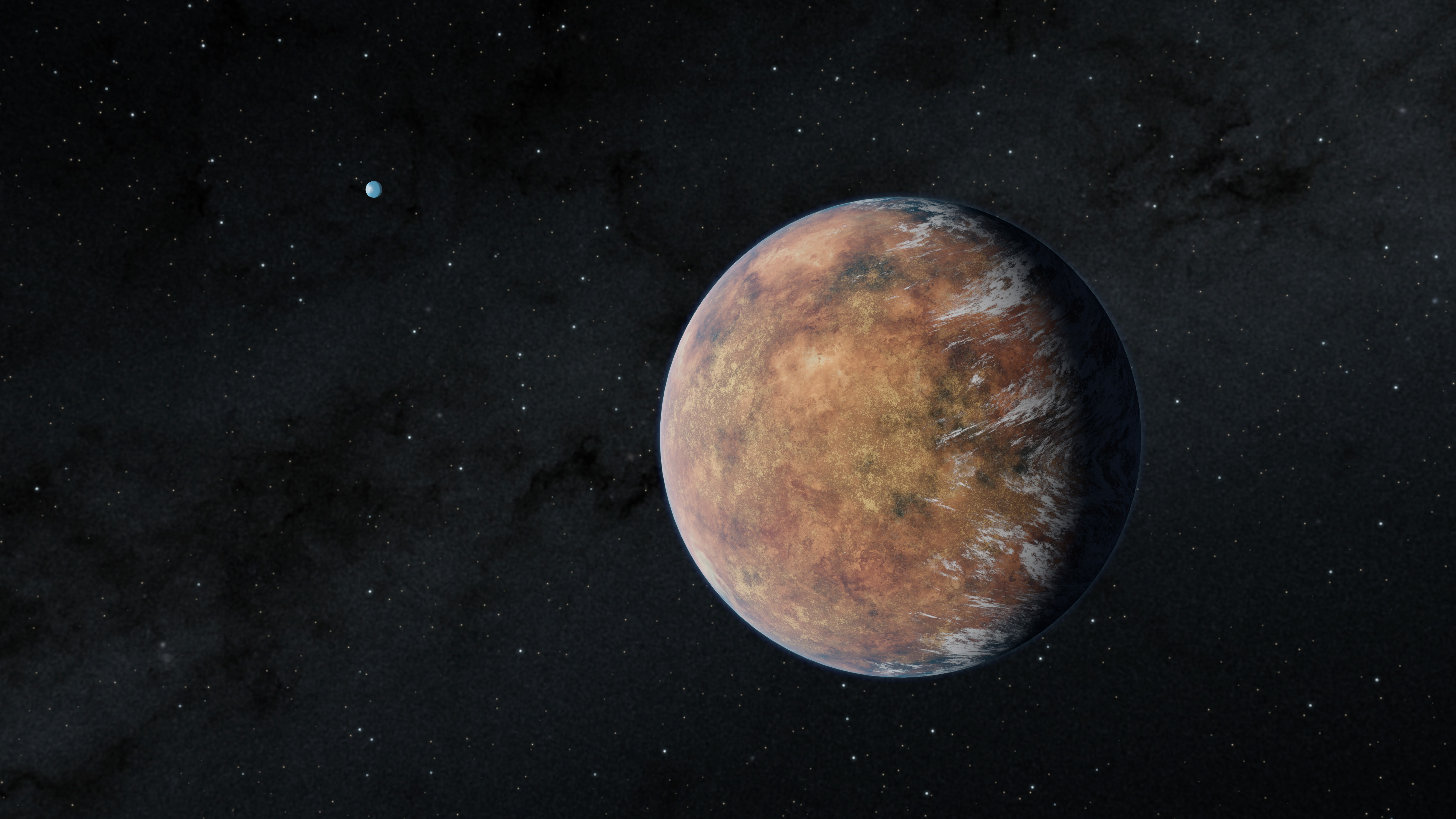
TOI-700 eの想像図

2023年1月9日、TOI-700系に4番目の惑星TOI-700 eが発見された。大きさは地球の約95%である。TOI-700 eの軌道はTOI-700 cの軌道とTOI-700 dの軌道の間に位置しており、楽観的なハビタブルゾーン内を公転している。2020年に発見されていたTOI-700 dがハビタブルゾーン内に存在しているため、TOI-700 eの発見によりTOI-700系にはハビタブルゾーン内を公転する惑星が2個存在することが判明した。
2023年1月25日、TOI-1338系にドップラー分光法によって新たな惑星（TOI-1338 c）が発見され、TOI-1338系は複数の周連星惑星が存在していることが判明した2番目の惑星系となった。なお、TOI-1338 cはドップラー分光法のみを使用して発見された初めての周連星惑星である。
2023年4月18日、TOI-2095の周囲を公転している2つのスーパー・アースTOI-2095 bとTOI-2095 cの発見が公表された。これらの惑星は300～350ケルビンの範囲の平衡温度を持っており、ハビタブルゾーンの内側の限界に近い位置を公転している。
2023年5月10日、スーパー・アースであると予測されている惑星TOI-715 bの発見が公表された。この惑星は保守的なハビタブルゾーン内を公転している。さらに、TOI-715系には地球とほぼ同じ大きさの2番目の惑星候補（TOI-715.02）が存在する可能性も示されており、この惑星候補はハビタブルゾーンの外側の境界のすぐ内側を公転しているとされている。
2023年6月8日、TOI-4010の周囲を公転する4つの惑星の発見が公表された。公転周期が約1.3日の最も内側のTOI-4010 bは海王星型惑星で、公転周期がそれぞれ約5.4日と約14.7日のTOI-4010 cとTOI-4010 dは木星型惑星である。TOI-4010系はこのような公転周期の短い巨大な惑星が複数存在している数少ない惑星系である。また、ドップラー分光法により、それらの惑星よりはるか外側を公転している木星型惑星TOI-4010 eの存在も明らかになった。

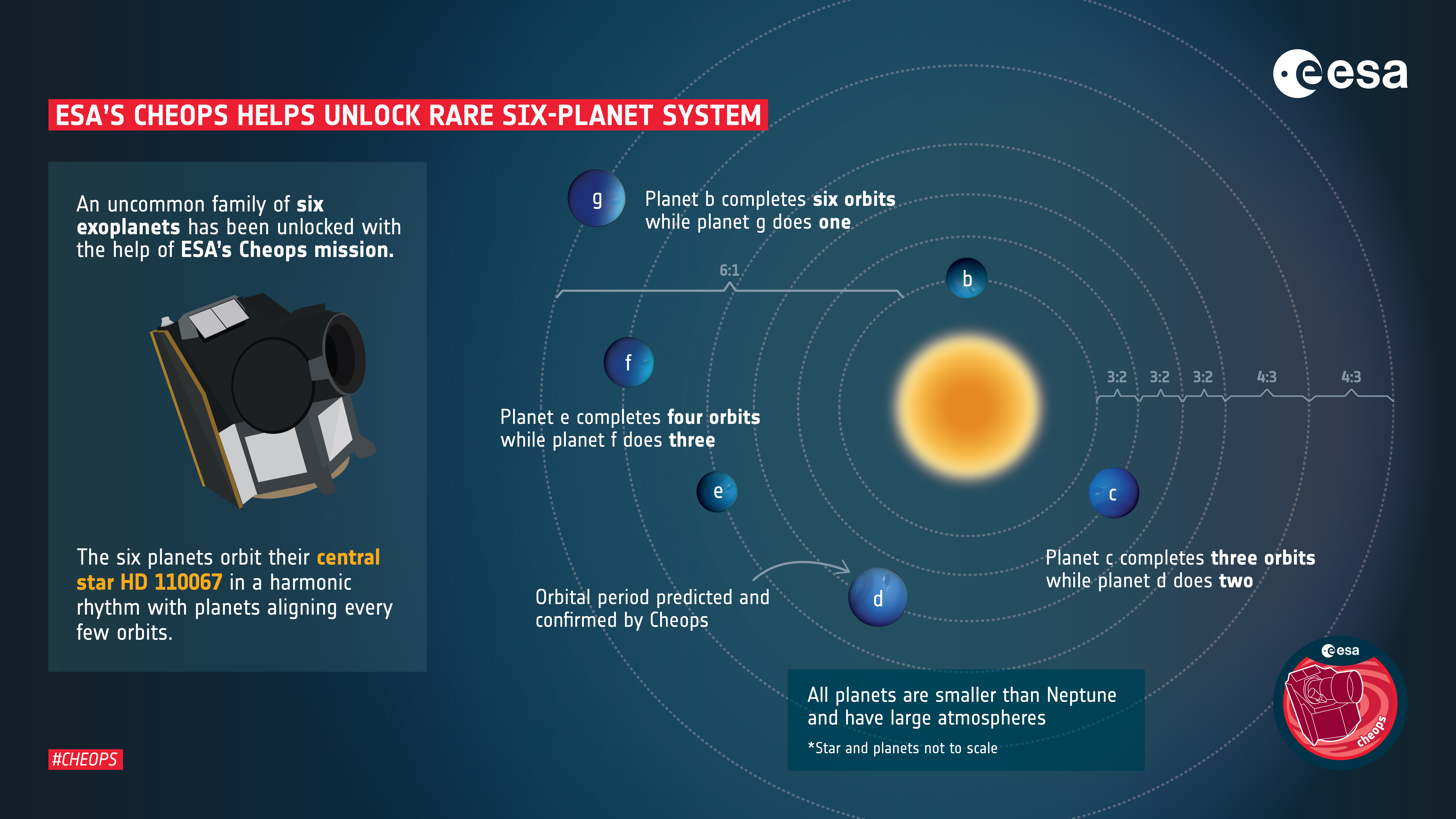
HD 110067（TOI-1835）系の構造

2023年8月29日、TOI-4600の周囲を公転する公転周期の長い2つの惑星の発見が公表された。TOI-4600 bは約82.69日の公転周期を持ち、TOI-4600 cは約482.82日の公転周期を持っている。TOI-4600 cはこれまでにTESSが発見し、存在が確認された太陽系外惑星の中で一番長い公転周期を持つ惑星となった。
2023年11月29日、HD 110067（TOI-1835）の周囲に6個のミニ・ネプチューンサイズの惑星が公転していることが発見された。これら6個の惑星はすべてが軌道共鳴の関係にあり、内側から54:36:24:16:12:9となる。
2023年12月12日に追加された惑星候補で、惑星候補の数の合計が7000個を超えた。

### 2024年
2024年7月25日、地球の0.57倍・火星の1.1倍の大きさを持つ地球型惑星グリーゼ238b（TOI-486 b）が発見され、TESSによって発見された最小の惑星となった。
2024年7月30日、地球の1.079倍の大きさを持つTOI-6255 b（GJ 4256 b）の発見が公表された。TOI-6255 bは公転周期がわずか5.7時間の超短周期惑星（USP）でロッシュ限界にかなり近く、約4億年以内に潮汐力によって破壊される可能性が高いことが判明している。TOI-6255 bは既知の地球型惑星や超短周期惑星の中で最も潮汐破壊に近い惑星であるとされている。
2025年1月29日までで、TESSによって発見された太陽系外惑星候補の一覧には7372個がリストされており、TOI-7185まで指定されている。

## 潜在的に居住可能な惑星
The Habitable Worlds Catalogに記載された惑星を記載。

### 保守的に居住可能な惑星
TOI-700 d
2020年発見。地球からかじき座の方向に約100光年離れた場所に位置する。「TESSが発見したハビタブルゾーン内を公転する地球サイズの太陽系外惑星」としては初めて発見された。また、主星であるTOI-700にはフレアが観測されていないため、生命の存在に適した環境となっている可能性がある。
TOI-700 e
2023年発見。TOI-700系ではcとdの間に存在し、楽観的なハビタブルゾーン内を公転している。dよりも大きさが約10%小さく信号が弱かったため、他の惑星と同時に発見されず、TESSによる更なる観測を要した。
TOI-715 b
2023年発見。最も保守的なハビタブルゾーン内を公転している。約1.55地球半径を持つ地球型惑星である。
TOI-4306 c
2022年発見。保守的なハビタブルゾーンの内側の縁の近くを公転している。TRAPPIST-1の惑星に次いで2番目に居住に適している可能性がある。

### 楽観的に居住可能な惑星

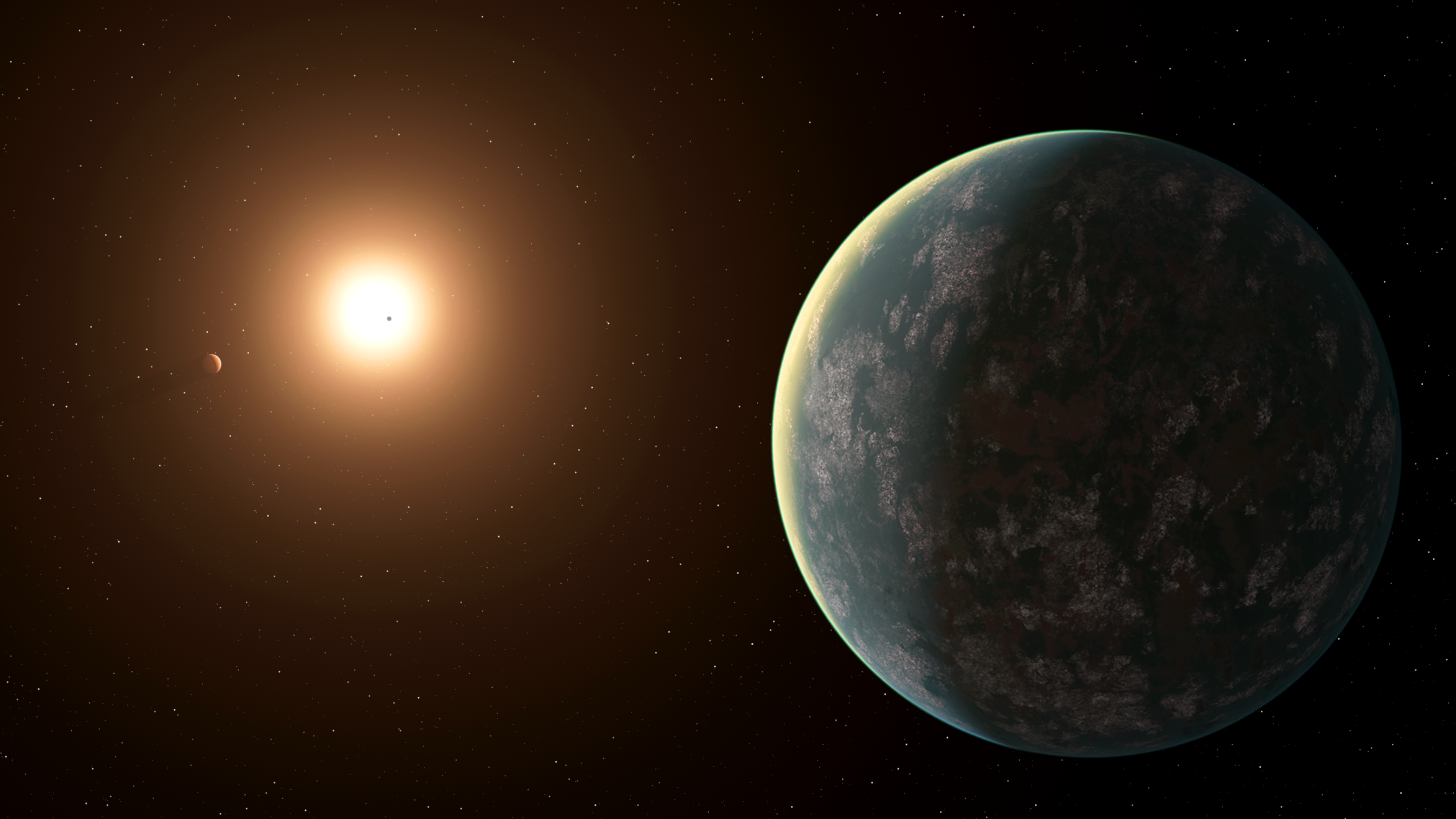
TOI-562 d（グリーゼ357d）の想像図

TOI-562 d
2019年発見。温室効果を考慮していない平衡温度は-53℃であるが、ハビタブルゾーン内を公転しているため温室効果によっては液体の水が存在できる可能性がある。
TOI-731 d
2023年発見。公転周期は約34日である。
TOI-2257 b
2021年発見。ミニ・ネプチューンであるが、液体の水が存在できる可能性がある。

## 惑星以外の発見

### 褐色矮星
TESSによる観測で褐色矮星も発見されている。次の一覧は太陽系外惑星エンサイクロペディアのデータ、TESS Project Candidatesに基づく。それ以外の情報を使用する場合は出典欄にその出典を示す。なお、一部は非常に低質量な恒星である可能性がある。
| 恒星     | TIC       | 距離 (pc) | 褐色 矮星 | 質量 (MJ) | 半径 (RJ) | 公転周期 (日) | 軌道長半径 (AU) | 離心率 | 傾射角 (度) | 発見 | 出典    |
| -------- | --------- | --------- | --------- | --------- | --------- | ------------- | --------------- | ------ | ----------- | ---- | ------- |
| TOI-148  | 393940766 | 395.257   | b         | 77.1      | 0.81      | 4.87          |                 | 0.005  |             | 2021 | [ 173 ] |
| TOI-263  | 120916706 | 279       | b         | 61.6      | 0.91      | 0.5568143     | 0.0098          | 0.017  | 87          | 2020 |         |
| TOI-503  | 186812530 |           | b         | 53.6      | 1.29      | 3.6775        |                 | 0      | 82.65       | 2019 |         |
| TOI-519  | 218795833 | 115.557   | b         | <14       | 1.20      | 1.26          |                 |        |             | 2020 | [ 174 ] |
| TOI-569  | 123482865 | 156.226   | b         | 64.1      | 0.75      | 6.55604       |                 |        |             | 2020 | [ 175 ] |
| TOI-587  | 294090620 | 210.139   | b         | 81.1      | 1.32      | 8.04          |                 | 0.051  |             | 2021 | [ 173 ] |
| TOI-588  | 130415266 | 154.3     | b         | 68.0      | 1.580     | 39.471814     | 0.3058          | 0.560  | 89.13       | 2023 | [ 176 ] |
| TOI-626  | 65412605  | 442.7     | b         | 21        | 1.642     | 4.401131      | 0.0681          |        | 85.37       | 2019 |         |
| TOI-629  | 293853437 | 336.29    | b         | 66.98     | 1.11      | 8.717993      | 0.1090          | 0.298  | 88.65       | 2022 | [ 177 ] |
| TOI-681  | 410450228 | 421.349   | b         | 88.7      | 1.52      | 15.78         |                 | 0.093  |             | 2021 | [ 173 ] |
| TOI-694  | 55383975  | 223.882   | b         | 89.0      | 1.11      | 48.05         |                 | 0.521  |             | 2020 | [ 173 ] |
| TOI-746  | 167418903 | 234.418   | b         | 82.2      | 0.95      | 10.98         |                 | 0.199  |             | 2021 | [ 173 ] |
| TOI-811  | 100757807 |           | b         | 55.3      | 1.35      | 25.16551      |                 |        |             | 2020 |         |
| TOI-852  | 29918916  |           | b         | 53.7      | 0.75      | 4.94561       |                 |        |             | 2020 |         |
| TOI-1213 | 399144800 | 161.33    | b         | 97.5      | 1.66      | 27.22         |                 | 0.498  |             | 2021 | [ 173 ] |
| TOI-1278 | 163539739 | 75.47     | b         | 18.5      | 1.09      | 14.47567      | 0.095           | 0.013  | 88.3        | 2021 |         |
| TOI-1406 | 231736113 |           | b         | 46        | 0.86      | 10.57415      |                 |        |             | 2020 | [ 175 ] |
| TOI-1608 | 138017750 | 101.3     | b         | 90.7      | 1.21      | 2.47275       | 0.0419          | 0.041  | 77.1        | 2022 | [ 178 ] |
| TOI-1982 | 437329044 | 268.54    | b         | 65.85     | 1.08      | 17.172446     | 0.1457          | 0.272  | 88.21       | 2022 | [ 177 ] |
| TOI-2119 | 236387002 | 31.4006   | b         | 67        | 1.11      | 7.200861      | 0.064           | 0.3362 | 88.51       | 2021 | [ 179 ] |
| TOI-2336 | 88902249  | 296.6     | b         | 69.9      | 1.05      | 7.711978      | 0.0777          | 0.010  | 84.9        | 2022 | [ 178 ] |
| TOI-2521 | 72556406  | 334.4     | b         | 77.5      | 1.01      | 5.563060      | 0.0615          | <0.035 | 85.8        | 2022 | [ 178 ] |
| TOI-2543 | 270604417 | 429.61    | b         | 67.62     | 0.95      | 7.542776      | 0.0788          | 0.009  | 88.85       | 2022 | [ 177 ] |
| TOI-5375 | 71268730  | 121.65    | b         | 77        | 0.99      | 1.721564      | 0.0251          | 0.00   | 86.38       | 2023 | [ 180 ] |

### 太陽系外彗星
TESSは、太陽以外の恒星の周囲に存在する可視光彗星（太陽系外彗星）を初めて検出した。サイズと尾の存在によって識別される3つの太陽系外彗星が、63光年離れたところにあるがか座ベータ星の周りで発見された。

### 超新星
TESSは、特定の領域を1か月近く継続的に観測することにより、超新星などの現象の検出に特に優れている。7月25日から8月22日の間に観測された最初の領域だけで、TESSは遠方の銀河にある6つの超新星を含む、12の一時的な超新星を特定した。これらは、その後、地上の機器を使用した観測によって確認された。2019年5月、TESSは数十個の超新星を観測した。望遠鏡は、メインミッション中に約200を観測すると推定されている。

### 小惑星
2019年5月までに、TESSによって1000を超える小惑星が検出された。しかし、これらは予想よりも重大な観測の妨害になる可能性がある。実際、小惑星は真のトランジットを偽陽性と見なすようにすることで、ソフトウェアを誤解させる可能性があるようである（したがって、偽陰性を構成する）。

### その他
TESSは、ブラックホールの潮汐効果によって破壊された恒星も観測する。
TESSは2020年に、互いに周回する3対の連星で構成される6つの恒星が存在するTIC 168789840星系を発見した。

## 大衆文化では
TESSは、2018年の映画「Clara」で取り上げられている。